# Handball-Weltmeisterschaft der Frauen 2019
Die 24. Handball-Weltmeisterschaft der Frauen wurde vom 30. November bis zum 15. Dezember 2019 im südjapanischen Kumamoto ausgetragen. Insgesamt traten 24 Mannschaften an. Veranstalter war die Internationale Handballföderation (IHF).

## Gastgeber
Einziger Mitbewerber für die Austragung der Spiele neben der Japan Handball Association war der Norges Håndballforbund (NHF), der jedoch kurzfristig seine Bewerbung zurückzog. Die IHF vergab am 28. Oktober 2013 die Austragung daher an den japanischen Verband.

## Qualifikation
Direkt qualifiziert waren der Gastgeber Japan und der Titelverteidiger Frankreich. Außerdem qualifizierten sich die drei besten Mannschaften der Handball-Europameisterschaft 2018. Hinter Europameister Frankreich waren dies Russland, Niederlande und Rumänien. Die übrigen Teilnehmer wurden über Qualifikationsturniere ermittelt.

## Teilnehmer
An der Weltmeisterschaft 2019 nahmen 24 Mannschaften teil. Direkt qualifiziert waren die gastgebenden Japanerinnen sowie Frankreich als Weltmeister 2017.
| Land                         | Kontinent (Verband) | Qualifiziert als                           | Datum der Qualifikation | Bisherige Teilnahmen an Weltmeisterschaften | Bisherige Teilnahmen an Weltmeisterschaften                                                                                              |
| Land                         | Kontinent (Verband) | Qualifiziert als                           | Datum der Qualifikation | Anzahl                                      | Jahre |
| ---------------------------- | ------------------- | ------------------------------------------ | ----------------------- | ------------------------------------------- | --- |
| Japan                        | Asien (AHF)         | Gastgeber                                  | 28. Okt. 2013           | 18                                          | 1962, 1965, 1971, 1973, 1975, 1986, 1995, 1997, 1999, 2001, 2003, 2005, 2007, 2009, 2011, 2013, 2015, 2017                               |
| Frankreich                   | Europa (EHF)        | Weltmeister 2017                           | 17. Dez. 2017           | 13                                          | 1986, 1990, 1997, 1999, 2001, 2003, 2005, 2007, 2009, 2011, 2013, 2015, 2017                                                             |
| Brasilien                    | Panamerika (PATHF)  | Süd- und Zentralamerikameisterschaft 2018  | 3. Dez. 2018            | 11                                          | 1995, 1997, 1999, 2001, 2003, 2005, 2007, 2011, 2013, 2015, 2017                                                                         |
| Argentinien                  | Panamerika (PATHF)  | Süd- und Zentralamerikameisterschaft 2018  | 3. Dez. 2018            | 9                                           | 1999, 2003, 2005, 2007, 2009, 2011, 2013, 2015, 2017                                                                                     |
| Südkorea                     | Asien (AHF)         | Asienmeister 2018                          | 4. Dez. 2018            | 17                                          | 1978, 1982, 1986, 1990, 1993, 1995, 1997, 1999, 2001, 2003, 2005, 2007, 2009, 2011, 2013, 2015, 2017                                     |
| Volksrepublik China          | Asien (AHF)         | 3. Asienmeisterschaft 2018                 | 4. Dez. 2018            | 15                                          | 1986, 1990, 1993, 1995, 1997, 1999, 2001, 2003, 2005, 2007, 2009, 2011, 2013, 2015, 2017                                                 |
| Kasachstan                   | Asien (AHF)         | 4. Asienmeisterschaft 2018                 | 4. Dez. 2018            | 4                                           | 2007, 2009, 2011, 2015 |
| Australien                   | Ozeanien (OCHF)     | 5. Asienmeisterschaft 2018                 | 8. Dez. 2018            | 7                                           | 1999, 2003, 2005, 2007, 2009, 2011, 2013                                                                                                 |
| Angola                       | Afrika (CAHB)       | Afrikameister 2018                         | 10. Dez. 2018           | 14                                          | 1990, 1993, 1995, 1997, 1999, 2001, 2003, 2005, 2007, 2009, 2011, 2013, 2015, 2017                                                       |
| Senegal                      | Afrika (CAHB)       | 2. Afrikameisterschaft 2018                | 10. Dez. 2018           | 0                                           | |
| Demokratische Republik Kongo | Afrika (CAHB)       | 3. Afrikameisterschaft 2018                | 12. Dez. 2018           | 2                                           | 2013, 2015 |
| Russland                     | Europa (EHF)        | 2. Europameisterschaft 2018                | 12. Dez. 2018           | 12                                          | 1993, 1995, 1997, 1999, 2001, 2003, 2005, 2007, 2009, 2011, 2015, 2017                                                                   |
| Niederlande                  | Europa (EHF)        | 3. Europameisterschaft 2018                | 12. Dez. 2018           | 11                                          | 1971, 1973, 1978, 1986, 1999, 2001, 2005, 2011, 2013, 2015, 2017                                                                         |
| Rumänien                     | Europa (EHF)        | 4. Europameisterschaft 2018                | 12. Dez. 2018           | 23                                          | 1957, 1962, 1965, 1971, 1973, 1975, 1978, 1982, 1986, 1990, 1993, 1995, 1997, 1999, 2001, 2003, 2005, 2007, 2009, 2011, 2013, 2015, 2017 |
| Kuba                         | Panamerika (PATHF)  | Nordamerika- und Karibikmeisterschaft 2019 | 2. Juni 2019            | 3                                           | 1999, 2011, 2015 |
| Deutschland                  | Europa (EHF)        | Play-offs Europa                           | 5. Juni 2019            | 22                                          | 1957, 1962, 1965, 1971, 1973, 1975, 1978, 1982, 1986, 1990, 1993, 1995, 1997, 1999, 2003, 2005, 2007, 2009, 2011, 2013, 2015, 2017       |
| Dänemark                     | Europa (EHF)        | Play-offs Europa                           | 5. Juni 2019            | 13                                          | 1962, 1993, 1995, 1997, 1999, 2001, 2003, 2005, 2009, 2011, 2013, 2015, 2017                                                             |
| Ungarn                       | Europa (EHF)        | Play-offs Europa                           | 5. Juni 2019            | 21                                          | 1957, 1962, 1965, 1971, 1973, 1975, 1978, 1982, 1986, 1993, 1995, 1997, 1999, 2001, 2003, 2005, 2007, 2009, 2013, 2015, 2017             |
| Norwegen                     | Europa (EHF)        | Play-offs Europa                           | 5. Juni 2019            | 19                                          | 1971, 1973, 1975, 1982, 1986, 1990, 1993, 1995, 1997, 1999, 2001, 2003, 2005, 2007, 2009, 2011, 2013, 2015, 2017                         |
| Montenegro                   | Europa (EHF)        | Play-offs Europa                           | 5. Juni 2019            | 4                                           | 2011, 2013, 2015, 2017 |
| Schweden                     | Europa (EHF)        | Play-offs Europa                           | 6. Juni 2019            | 9                                           | 1957, 1990, 1993, 1995, 2001, 2009, 2011, 2015, 2017                                                                                     |
| Serbien                      | Europa (EHF)        | Play-offs Europa                           | 6. Juni 2019            | 5                                           | 2001, 2003, 2013, 2015, 2017 |
| Slowenien                    | Europa (EHF)        | Play-offs Europa                           | 6. Juni 2019            | 5                                           | 1997, 2001, 2003, 2005, 2017 |
| Spanien                      | Europa (EHF)        | Play-offs Europa                           | 6. Juni 2019            | 9                                           | 1993, 2001, 2003, 2007, 2009, 2011, 2013, 2015, 2017                                                                                     |

fett = Weltmeister im jeweiligen Jahr

## Gruppenauslosung
Die Auslosung der Vorrundengruppen fand am 21. Juni 2019 in Tokio statt.
| Gruppenplatz 1 | Frankreich | Russland   | Niederlande                  | Rumänien            |
| Gruppenplatz 2 | Norwegen   | Schweden   | Ungarn                       | Dänemark            |
| Gruppenplatz 3 | Japan      | Montenegro | Deutschland                  | Serbien             |
| Gruppenplatz 4 | Spanien    | Slowenien  | Südkorea                     | Volksrepublik China |
| Gruppenplatz 5 | Brasilien  | Angola     | Senegal                      | Argentinien         |
| Gruppenplatz 6 | Kasachstan | Kuba       | Demokratische Republik Kongo | Australien          |

Die Auslosung ergab folgende Gruppen:
| Gruppe A    | Gruppe B    | Gruppe C   | Gruppe D                     |
| ----------- | ----------- | ---------- | ---------------------------- |
| Niederlande | Frankreich  | Rumänien   | Russland                     |
| Norwegen    | Dänemark    | Ungarn     | Schweden                     |
| Serbien     | Deutschland | Montenegro | Japan                        |
| Slowenien   | Südkorea    | Spanien    | Volksrepublik China          |
| Angola      | Brasilien   | Senegal    | Argentinien                  |
| Kuba        | Australien  | Kasachstan | Demokratische Republik Kongo |

## Spielplan

### Vorrunde
In der Vorrunde spielte jede Mannschaft einer Gruppe einmal gegen jedes andere Team in der gleichen Gruppe. Die jeweils besten drei Mannschaften jeder Gruppe qualifizierten sich für die Hauptrunde, während die Gruppenvierten, -fünften und -sechsten im President’s Cup um die Plätze 13 bis 24 spielten.

#### Wertungskriterien
Bei Punktgleichheit von zwei oder mehr Mannschaften entschieden nach Abschluss der Vorrunde folgende Kriterien über die Platzierung:
1. höhere Anzahl Punkte in den Direktbegegnungen der punktgleichen Teams;
2. bessere Tordifferenz in den Direktbegegnungen der punktgleichen Teams;
3. höhere Anzahl Tore in den Direktbegegnungen der punktgleichen Teams;
4. bessere Tordifferenz aus allen Gruppenspielen;
5. höhere Anzahl Tore aus allen Gruppenspielen;
6. das Los.

Legende

Alle Spielzeiten sind in Ortszeit (Japan-Standardzeit) angegeben.

#### Gruppe A
Die Spiele der Gruppe A wurden im Aqua Dome in Kumamoto ausgetragen.
| Pl. | Land        | Sp. | S | U | N | Tore      | Diff. | Punkte |
| --- | ----------- | --- | - | - | - | --------- | ----- | ------ |
| 1.  | Niederlande | 5   | 4 | 0 | 1 | 0178:1340 | +44   | 8      |
| 2.  | Norwegen    | 5   | 4 | 0 | 1 | 0169:1150 | +54   | 8      |
| 3.  | Serbien     | 5   | 3 | 0 | 2 | 0155:1430 | +12   | 6      |
| 4.  | Angola      | 5   | 2 | 0 | 3 | 0150:1510 | −1    | 4      |
| 5.  | Slowenien   | 5   | 2 | 0 | 3 | 0142:1500 | −8    | 4      |
| 6.  | Kuba        | 5   | 0 | 0 | 5 | 0122:2230 | −101  | 0      |

| 30. November 2019 15:00 Uhr | Serbien                | 32:25                      | Angola                | Aqua Dome, Kumamoto Zuschauer: 3.605 Schiedsrichter: García, Paolantoni |
| 30. November 2019 15:00 Uhr | meiste Tore: Nikolić 7 | (16:12)                    | meiste Tore: Guialo 5 | Aqua Dome, Kumamoto Zuschauer: 3.605 Schiedsrichter: García, Paolantoni |
| 30. November 2019 15:00 Uhr | Strafen: 2× 4×         | Spielbericht (PDF; 253 kB) | Strafen: 1× 4×        | Aqua Dome, Kumamoto Zuschauer: 3.605 Schiedsrichter: García, Paolantoni |

| 30. November 2019 18:00 Uhr | Niederlande                       | 26:32                      | Slowenien              | Aqua Dome, Kumamoto Zuschauer: 2.864 Schiedsrichter: Krichen, Makhlouf |
| 30. November 2019 18:00 Uhr | meiste Tore: Abbingh, Polman je 5 | (14:15)                    | meiste Tore: Stanko 12 | Aqua Dome, Kumamoto Zuschauer: 2.864 Schiedsrichter: Krichen, Makhlouf |
| 30. November 2019 18:00 Uhr | Strafen: 1× 3×                    | Spielbericht (PDF; 254 kB) | Strafen: 1× 4×         | Aqua Dome, Kumamoto Zuschauer: 2.864 Schiedsrichter: Krichen, Makhlouf |

| 30. November 2019 20:30 Uhr | Norwegen                       | 47:16                      | Kuba                               | Aqua Dome, Kumamoto Zuschauer: 1.871 Schiedsrichter: H. El-Said, Y. El-Said |
| 30. November 2019 20:30 Uhr | meiste Tore: Løke, Herrem je 8 | (25:9)                     | meiste Tore: Lusson, Céspedes je 3 | Aqua Dome, Kumamoto Zuschauer: 1.871 Schiedsrichter: H. El-Said, Y. El-Said |
| 30. November 2019 20:30 Uhr | Strafen: 3×                    | Spielbericht (PDF; 253 kB) | Strafen: 1×                        | Aqua Dome, Kumamoto Zuschauer: 1.871 Schiedsrichter: H. El-Said, Y. El-Said |

| 2. Dezember 2019 12:30 Uhr | Kuba                | 27:46                      | Serbien                                           | Aqua Dome, Kumamoto Zuschauer: 5.570 Schiedsrichter: Krichen, Makhlouf |
| 2. Dezember 2019 12:30 Uhr | meiste Tore: Rizo 6 | (11:25)                    | meiste Tore: Radosavljević, Kojić, Pop-Lazić je 6 | Aqua Dome, Kumamoto Zuschauer: 5.570 Schiedsrichter: Krichen, Makhlouf |
| 2. Dezember 2019 12:30 Uhr | Strafen: 5×         | Spielbericht (PDF; 252 kB) | Strafen: 1× 4×                                    | Aqua Dome, Kumamoto Zuschauer: 5.570 Schiedsrichter: Krichen, Makhlouf |

| 2. Dezember 2019 15:00 Uhr | Angola                | 28:35                      | Niederlande             | Aqua Dome, Kumamoto Zuschauer: 4.690 Schiedsrichter: Belkhiri, Hamidi |
| 2. Dezember 2019 15:00 Uhr | meiste Tore: Carlos 9 | (12:17)                    | meiste Tore: Abbingh 11 | Aqua Dome, Kumamoto Zuschauer: 4.690 Schiedsrichter: Belkhiri, Hamidi |
| 2. Dezember 2019 15:00 Uhr | Strafen: 1× 5×        | Spielbericht (PDF; 254 kB) | Strafen: 2× 5×          | Aqua Dome, Kumamoto Zuschauer: 4.690 Schiedsrichter: Belkhiri, Hamidi |

| 2. Dezember 2019 20:30 Uhr | Slowenien           | 20:36                      | Norwegen                | Aqua Dome, Kumamoto Zuschauer: 1.680 Schiedsrichter: C. Bonaventura, J. Bonaventura |
| 2. Dezember 2019 20:30 Uhr | meiste Tore: Gros 9 | (12:13)                    | meiste Tore: Jacobsen 8 | Aqua Dome, Kumamoto Zuschauer: 1.680 Schiedsrichter: C. Bonaventura, J. Bonaventura |
| 2. Dezember 2019 20:30 Uhr | Strafen: 3×         | Spielbericht (PDF; 254 kB) | Strafen: 3×             | Aqua Dome, Kumamoto Zuschauer: 1.680 Schiedsrichter: C. Bonaventura, J. Bonaventura |

| 3. Dezember 2019 15:00 Uhr | Niederlande               | 51:23                      | Kuba                    | Aqua Dome, Kumamoto Zuschauer: 5.060 Schiedsrichter: García, Paolantoni |
| 3. Dezember 2019 15:00 Uhr | meiste Tore: Malestein 11 | (22:11)                    | meiste Tore: Céspedes 4 | Aqua Dome, Kumamoto Zuschauer: 5.060 Schiedsrichter: García, Paolantoni |
| 3. Dezember 2019 15:00 Uhr | Strafen: 1× 5×            | Spielbericht (PDF; 254 kB) | Strafen: 6×             | Aqua Dome, Kumamoto Zuschauer: 5.060 Schiedsrichter: García, Paolantoni |

| 3. Dezember 2019 18:00 Uhr | Slowenien             | 24:33                      | Angola                            | Aqua Dome, Kumamoto Zuschauer: 2.280 Schiedsrichter: Koo, Lee |
| 3. Dezember 2019 18:00 Uhr | meiste Tore: Stanko 9 | (12:16)                    | meiste Tore: Kassoma, Carlos je 6 | Aqua Dome, Kumamoto Zuschauer: 2.280 Schiedsrichter: Koo, Lee |
| 3. Dezember 2019 18:00 Uhr | Strafen: 2× 3×        | Spielbericht (PDF; 253 kB) | Strafen: 5×                       | Aqua Dome, Kumamoto Zuschauer: 2.280 Schiedsrichter: Koo, Lee |

| 3. Dezember 2019 20:30 Uhr | Norwegen                           | 28:25                      | Serbien                 | Aqua Dome, Kumamoto Zuschauer: 1.970 Schiedsrichter: Kuttler, Merz |
| 3. Dezember 2019 20:30 Uhr | meiste Tore: Arntzen, Oftedal je 7 | (13:12)                    | meiste Tore: Liščević 6 | Aqua Dome, Kumamoto Zuschauer: 1.970 Schiedsrichter: Kuttler, Merz |
| 3. Dezember 2019 20:30 Uhr | Strafen: 3× 4×                     | Spielbericht (PDF; 253 kB) | Strafen: 1× 8× 1×       | Aqua Dome, Kumamoto Zuschauer: 1.970 Schiedsrichter: Kuttler, Merz |

| 5. Dezember 2019 15:00 Uhr | Kuba                | 26:39                      | Slowenien              | Aqua Dome, Kumamoto Zuschauer: 5.520 Schiedsrichter: Năstase, Stancu |
| 5. Dezember 2019 15:00 Uhr | meiste Tore: Rizo 7 | (15:17)                    | meiste Tore: Stanko 11 | Aqua Dome, Kumamoto Zuschauer: 5.520 Schiedsrichter: Năstase, Stancu |
| 5. Dezember 2019 15:00 Uhr | Strafen: 2×         | Spielbericht (PDF; 254 kB) | Strafen: 3× 5×         | Aqua Dome, Kumamoto Zuschauer: 5.520 Schiedsrichter: Năstase, Stancu |

| 5. Dezember 2019 18:00 Uhr | Serbien                                           | 23:36                      | Niederlande           | Aqua Dome, Kumamoto Zuschauer: 2.460 Schiedsrichter: Bonaventura, Bonaventura |
| 5. Dezember 2019 18:00 Uhr | meiste Tore: Trifunović, Obradović, Liščević je 6 | (12:20)                    | meiste Tore: Polman 8 | Aqua Dome, Kumamoto Zuschauer: 2.460 Schiedsrichter: Bonaventura, Bonaventura |
| 5. Dezember 2019 18:00 Uhr | Strafen: 4×                                       | Spielbericht (PDF; 253 kB) | Strafen: 2× 4×        | Aqua Dome, Kumamoto Zuschauer: 2.460 Schiedsrichter: Bonaventura, Bonaventura |

| 5. Dezember 2019 20:30 Uhr | Norwegen               | 30:24                      | Angola                | Aqua Dome, Kumamoto Zuschauer: 1.870 Schiedsrichter: García, Paolantoni |
| 5. Dezember 2019 20:30 Uhr | meiste Tore: Arntzen 6 | (13:12)                    | meiste Tore: Carlos 6 | Aqua Dome, Kumamoto Zuschauer: 1.870 Schiedsrichter: García, Paolantoni |
| 5. Dezember 2019 20:30 Uhr | Strafen: 3× 2×         | Spielbericht (PDF; 253 kB) | Strafen: 1× 5×        | Aqua Dome, Kumamoto Zuschauer: 1.870 Schiedsrichter: García, Paolantoni |

| 6. Dezember 2019 15:00 Uhr | Serbien                  | 29:27                      | Slowenien              | Aqua Dome, Kumamoto Zuschauer: 4.680 Schiedsrichter: Makhlouf, Krichen |
| 6. Dezember 2019 15:00 Uhr | meiste Tore: Pop-Lazić 8 | (12:11)                    | meiste Tore: Stanko 10 | Aqua Dome, Kumamoto Zuschauer: 4.680 Schiedsrichter: Makhlouf, Krichen |
| 6. Dezember 2019 15:00 Uhr | Strafen: 1× 4×           | Spielbericht (PDF; 253 kB) | Strafen: 2×            | Aqua Dome, Kumamoto Zuschauer: 4.680 Schiedsrichter: Makhlouf, Krichen |

| 6. Dezember 2019 18:00 Uhr | Angola                | 40:30                      | Kuba                  | Aqua Dome, Kumamoto Zuschauer: 2.680 Schiedsrichter: Belkhiri, Hamidi |
| 6. Dezember 2019 18:00 Uhr | meiste Tore: Guialo 7 | (20:16)                    | meiste Tore: Lusson 7 | Aqua Dome, Kumamoto Zuschauer: 2.680 Schiedsrichter: Belkhiri, Hamidi |
| 6. Dezember 2019 18:00 Uhr | Strafen: 6×           | Spielbericht (PDF; 253 kB) | Strafen: 1× 6×        | Aqua Dome, Kumamoto Zuschauer: 2.680 Schiedsrichter: Belkhiri, Hamidi |

| 6. Dezember 2019 20:30 Uhr | Niederlande            | 30:28                      | Norwegen               | Aqua Dome, Kumamoto Zuschauer: 3.380 Schiedsrichter: García, Marín |
| 6. Dezember 2019 20:30 Uhr | meiste Tore: Abbingh 6 | (14:18)                    | meiste Tore: Oftedal 9 | Aqua Dome, Kumamoto Zuschauer: 3.380 Schiedsrichter: García, Marín |
| 6. Dezember 2019 20:30 Uhr | Strafen: 2× 1×         | Spielbericht (PDF; 254 kB) | Strafen: 2×            | Aqua Dome, Kumamoto Zuschauer: 3.380 Schiedsrichter: García, Marín |

#### Gruppe B

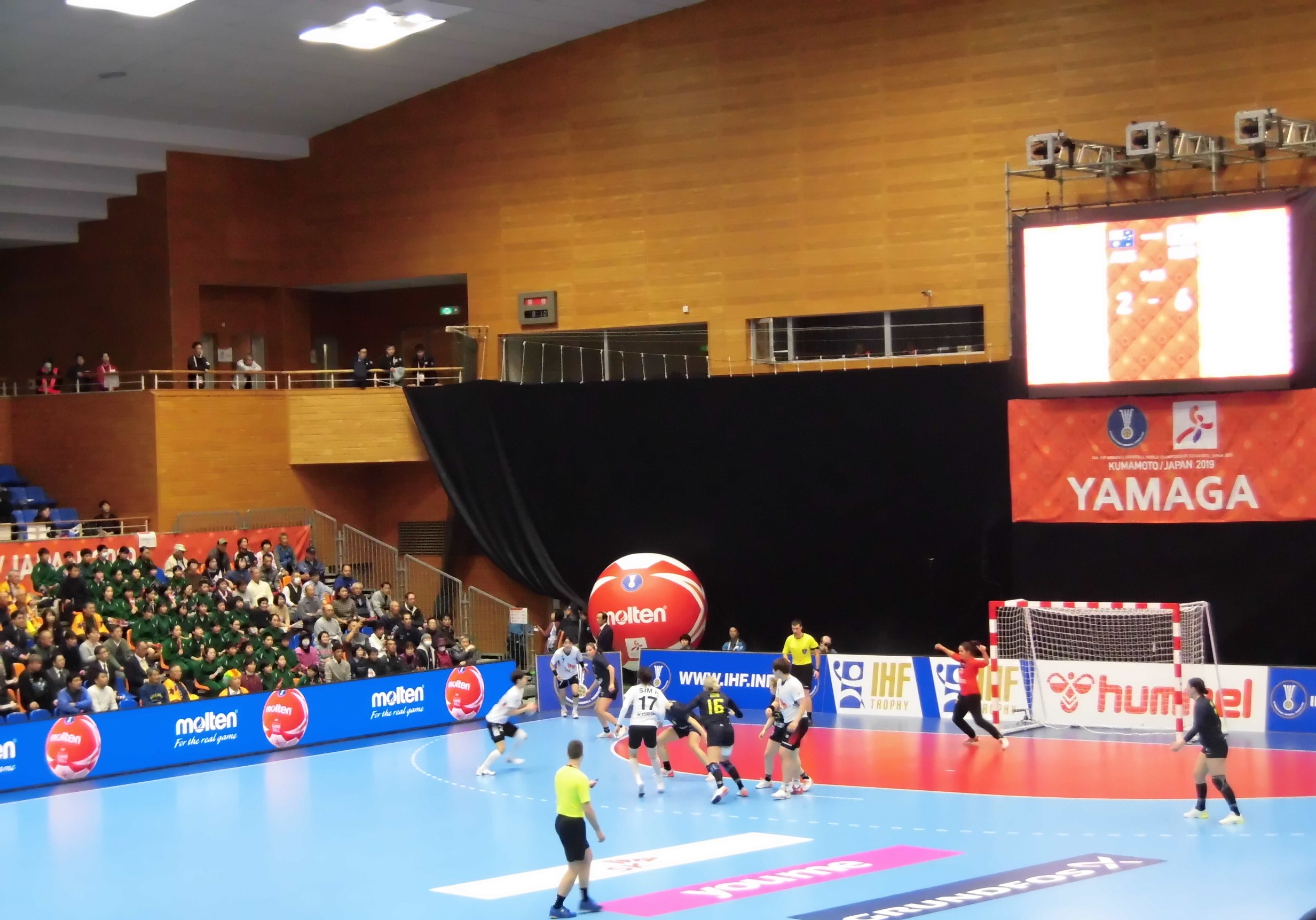
Spielszene der Partie Australien gegen Südkorea

Die Spiele der Gruppe B wurden im Yamaga City Overall Gymnasium in Yamaga sowie im Kumamoto Prefectural Gymnasium in Kumamoto ausgetragen.
| Pl. | Land        | Sp. | S | U | N | Tore      | Diff. | Punkte |
| --- | ----------- | --- | - | - | - | --------- | ----- | ------ |
| 1.  | Südkorea    | 5   | 3 | 2 | 0 | 0149:1240 | +25   | 8      |
| 2.  | Deutschland | 5   | 3 | 1 | 1 | 0142:1110 | +31   | 7      |
| 3.  | Dänemark    | 5   | 3 | 1 | 1 | 0132:1000 | +32   | 7      |
| 4.  | Frankreich  | 5   | 2 | 1 | 2 | 0137:1000 | +37   | 5      |
| 5.  | Brasilien   | 5   | 1 | 1 | 3 | 0119:1150 | +4    | 3      |
| 6.  | Australien  | 5   | 0 | 0 | 5 | 053:1820  | −129  | 0      |

| 30. November 2019 15:00 Uhr | Deutschland           | 30:24                      | Brasilien                    | Yamaga City Overall Gymnasium, Yamaga Zuschauer: 1.300 Schiedsrichter: García, Marín |
| 30. November 2019 15:00 Uhr | meiste Tore: Behnke 6 | (14:11)                    | meiste Tore: do Nascimento 5 | Yamaga City Overall Gymnasium, Yamaga Zuschauer: 1.300 Schiedsrichter: García, Marín |
| 30. November 2019 15:00 Uhr | Strafen: 1× 4×        | Spielbericht (PDF; 253 kB) | Strafen: 1×                  | Yamaga City Overall Gymnasium, Yamaga Zuschauer: 1.300 Schiedsrichter: García, Marín |

| 30. November 2019 18:00 Uhr | Frankreich           | 27:29                      | Südkorea            | Yamaga City Overall Gymnasium, Yamaga Zuschauer: 1.450 Schiedsrichter: Sosa, Lemes |
| 30. November 2019 18:00 Uhr | meiste Tore: Zaadi 5 | (13:12)                    | meiste Tore: Ryu 12 | Yamaga City Overall Gymnasium, Yamaga Zuschauer: 1.450 Schiedsrichter: Sosa, Lemes |
| 30. November 2019 18:00 Uhr | Strafen: 2× 5×       | Spielbericht (PDF; 251 kB) | Strafen: 1× 2× 1×   | Yamaga City Overall Gymnasium, Yamaga Zuschauer: 1.450 Schiedsrichter: Sosa, Lemes |

| 30. November 2019 20:30 Uhr | Dänemark              | 37:12                      | Australien             | Kumamoto Prefectural Gymnasium, Kumamoto Zuschauer: 1.400 Schiedsrichter: Cheng, Zhou |
| 30. November 2019 20:30 Uhr | meiste Tore: Jensen 6 | (17:4)                     | meiste Tore: Potocki 4 | Kumamoto Prefectural Gymnasium, Kumamoto Zuschauer: 1.400 Schiedsrichter: Cheng, Zhou |
| 30. November 2019 20:30 Uhr | Strafen: 2×           | Spielbericht (PDF; 254 kB) | Strafen: 8×            | Kumamoto Prefectural Gymnasium, Kumamoto Zuschauer: 1.400 Schiedsrichter: Cheng, Zhou |

| 1. Dezember 2019 15:00 Uhr | Brasilien                                                   | 19:19                      | Frankreich                                 | Yamaga City Overall Gymnasium, Yamaga Zuschauer: 1.580 Schiedsrichter: Lah, Sok |
| 1. Dezember 2019 15:00 Uhr | meiste Tore: de Paula, Araújo, Rodrigues Belo, Cardoso je 3 | (7:10)                     | meiste Tore: Bouquet, Flippes, Edwige je 3 | Yamaga City Overall Gymnasium, Yamaga Zuschauer: 1.580 Schiedsrichter: Lah, Sok |
| 1. Dezember 2019 15:00 Uhr | Strafen: 3×                                                 | Spielbericht (PDF; 252 kB) | Strafen: 2× 5× 1×                          | Yamaga City Overall Gymnasium, Yamaga Zuschauer: 1.580 Schiedsrichter: Lah, Sok |

| 1. Dezember 2019 18:00 Uhr | Australien             | 8:34                       | Deutschland              | Yamaga City Overall Gymnasium, Yamaga Zuschauer: 1.450 Schiedsrichter: Hizaki, Ikebuchi |
| 1. Dezember 2019 18:00 Uhr | meiste Tore: Potocki 3 | (4:16)                     | meiste Tore: Lauenroth 6 | Yamaga City Overall Gymnasium, Yamaga Zuschauer: 1.450 Schiedsrichter: Hizaki, Ikebuchi |
| 1. Dezember 2019 18:00 Uhr | Strafen: 2×            | Spielbericht (PDF; 254 kB) | Strafen: 1× 6×           | Yamaga City Overall Gymnasium, Yamaga Zuschauer: 1.450 Schiedsrichter: Hizaki, Ikebuchi |

| 1. Dezember 2019 20:30 Uhr | Südkorea           | 26:26                      | Dänemark               | Kumamoto Prefectural Gymnasium, Kumamoto Zuschauer: 1.380 Schiedsrichter: Alpaidse, Berjoskina |
| 1. Dezember 2019 20:30 Uhr | meiste Tore: Ryu 9 | (13:10)                    | meiste Tore: Højlund 4 | Kumamoto Prefectural Gymnasium, Kumamoto Zuschauer: 1.380 Schiedsrichter: Alpaidse, Berjoskina |
| 1. Dezember 2019 20:30 Uhr | Strafen: 1× 5×     | Spielbericht (PDF; 252 kB) | Strafen: 1× 6× 1×      | Kumamoto Prefectural Gymnasium, Kumamoto Zuschauer: 1.380 Schiedsrichter: Alpaidse, Berjoskina |

| 3. Dezember 2019 15:00 Uhr | Südkorea                 | 33:27                      | Brasilien             | Yamaga City Overall Gymnasium, Yamaga Zuschauer: 1.750 Schiedsrichter: Hamidi, Belkhiri |
| 3. Dezember 2019 15:00 Uhr | meiste Tore: Shin, Ryu 8 | (16:14)                    | meiste Tore: Amorim 9 | Yamaga City Overall Gymnasium, Yamaga Zuschauer: 1.750 Schiedsrichter: Hamidi, Belkhiri |
| 3. Dezember 2019 15:00 Uhr | Strafen: 2× 6×           | Spielbericht (PDF; 252 kB) | Strafen: 2× 3×        | Yamaga City Overall Gymnasium, Yamaga Zuschauer: 1.750 Schiedsrichter: Hamidi, Belkhiri |

| 3. Dezember 2019 19:00 Uhr | Frankreich              | 46:7                       | Australien             | Yamaga City Overall Gymnasium, Yamaga Zuschauer: 1.540 Schiedsrichter: Elsaied, Elsaied |
| 3. Dezember 2019 19:00 Uhr | meiste Tore: Coatanea 7 | (21:3)                     | meiste Tore: Potocki 4 | Yamaga City Overall Gymnasium, Yamaga Zuschauer: 1.540 Schiedsrichter: Elsaied, Elsaied |
| 3. Dezember 2019 19:00 Uhr | Strafen: 1× 2×          | Spielbericht (PDF; 253 kB) | Strafen: 1× 6×         | Yamaga City Overall Gymnasium, Yamaga Zuschauer: 1.540 Schiedsrichter: Elsaied, Elsaied |

| 3. Dezember 2019 20:30 Uhr | Dänemark                    | 25:26                      | Deutschland           | Kumamoto Prefectural Gymnasium, Kumamoto Zuschauer: 1.000 Schiedsrichter: Sosa, Lemes |
| 3. Dezember 2019 20:30 Uhr | meiste Tore: K. Jørgensen 5 | (11:13)                    | meiste Tore: Behnke 7 | Kumamoto Prefectural Gymnasium, Kumamoto Zuschauer: 1.000 Schiedsrichter: Sosa, Lemes |
| 3. Dezember 2019 20:30 Uhr | Strafen: 1× 2×              | Spielbericht (PDF; 253 kB) | Strafen: 2× 5×        | Kumamoto Prefectural Gymnasium, Kumamoto Zuschauer: 1.000 Schiedsrichter: Sosa, Lemes |

| 4. Dezember 2019 15:00 Uhr | Australien              | 17:34                      | Südkorea              | Yamaga City Overall Gymnasium, Yamaga Zuschauer: 1.590 Schiedsrichter: D. Lončar, Z. Lončar |
| 4. Dezember 2019 15:00 Uhr | meiste Tore: Potocki 10 | (10:18)                    | meiste Tore: M. Lee 5 | Yamaga City Overall Gymnasium, Yamaga Zuschauer: 1.590 Schiedsrichter: D. Lončar, Z. Lončar |
| 4. Dezember 2019 15:00 Uhr | Strafen: 1× 6×          | Spielbericht (PDF; 253 kB) | Strafen: 3×           | Yamaga City Overall Gymnasium, Yamaga Zuschauer: 1.590 Schiedsrichter: D. Lončar, Z. Lončar |

| 4. Dezember 2019 19:00 Uhr | Deutschland         | 25:27                      | Frankreich           | Yamaga City Overall Gymnasium, Yamaga Zuschauer: 1.950 Schiedsrichter: García, Marín |
| 4. Dezember 2019 19:00 Uhr | meiste Tore: Bölk 9 | (12:14)                    | meiste Tore: Zaadi 4 | Yamaga City Overall Gymnasium, Yamaga Zuschauer: 1.950 Schiedsrichter: García, Marín |
| 4. Dezember 2019 19:00 Uhr | Strafen: 2× 1×      | Spielbericht (PDF; 253 kB) | Strafen: 1× 2×       | Yamaga City Overall Gymnasium, Yamaga Zuschauer: 1.950 Schiedsrichter: García, Marín |

| 4. Dezember 2019 20:30 Uhr | Dänemark                    | 24:18                      | Brasilien             | Kumamoto Prefectural Gymnasium, Kumamoto Zuschauer: 1.100 Schiedsrichter: García, Paolantoni |
| 4. Dezember 2019 20:30 Uhr | meiste Tore: S. Jørgensen 6 | (11:9)                     | meiste Tore: Vieira 5 | Kumamoto Prefectural Gymnasium, Kumamoto Zuschauer: 1.100 Schiedsrichter: García, Paolantoni |
| 4. Dezember 2019 20:30 Uhr | Strafen: 1× 3×              | Spielbericht (PDF; 253 kB) | Strafen: 5×           | Kumamoto Prefectural Gymnasium, Kumamoto Zuschauer: 1.100 Schiedsrichter: García, Paolantoni |

| 6. Dezember 2019 15:00 Uhr | Brasilien                     | 31:9                       | Australien             | Yamaga City Overall Gymnasium, Yamaga Zuschauer: 1.490 Schiedsrichter: Cheng, Zhou |
| 6. Dezember 2019 15:00 Uhr | meiste Tore: Rodrigues Belo 5 | (15:5)                     | meiste Tore: Potocki 7 | Yamaga City Overall Gymnasium, Yamaga Zuschauer: 1.490 Schiedsrichter: Cheng, Zhou |
| 6. Dezember 2019 15:00 Uhr | Strafen: 1× 7× 1×             | Spielbericht (PDF; 253 kB) | Strafen: 2×            | Yamaga City Overall Gymnasium, Yamaga Zuschauer: 1.490 Schiedsrichter: Cheng, Zhou |

| 6. Dezember 2019 19:00 Uhr | Deutschland           | 27:27                      | Südkorea            | Yamaga City Overall Gymnasium, Yamaga Zuschauer: 2.100 Schiedsrichter: Alpaidse, Berjoskina |
| 6. Dezember 2019 19:00 Uhr | meiste Tore: Behnke 7 | (15:14)                    | meiste Tore: Ryu 10 | Yamaga City Overall Gymnasium, Yamaga Zuschauer: 2.100 Schiedsrichter: Alpaidse, Berjoskina |
| 6. Dezember 2019 19:00 Uhr | Strafen: 2× 6×        | Spielbericht (PDF; 253 kB) | Strafen: 2×         | Yamaga City Overall Gymnasium, Yamaga Zuschauer: 2.100 Schiedsrichter: Alpaidse, Berjoskina |

| 6. Dezember 2019 20:30 Uhr | Frankreich               | 18:20                      | Dänemark                    | Kumamoto Prefectural Gymnasium, Kumamoto Zuschauer: 1.600 Schiedsrichter: Lah, Sok |
| 6. Dezember 2019 20:30 Uhr | meiste Tore: Lacrabère 6 | (7:9)                      | meiste Tore: S. Jørgensen 7 | Kumamoto Prefectural Gymnasium, Kumamoto Zuschauer: 1.600 Schiedsrichter: Lah, Sok |
| 6. Dezember 2019 20:30 Uhr | Strafen: 3× 4×           | Spielbericht (PDF; 253 kB) | Strafen: 6×                 | Kumamoto Prefectural Gymnasium, Kumamoto Zuschauer: 1.600 Schiedsrichter: Lah, Sok |

#### Gruppe C
Die Spiele der Gruppe C wurden im Yatsushiro General Gymnasium in Yatsushiro sowie im Kumamoto Prefectural Gymnasium in Kumamoto ausgetragen.
| Pl. | Land       | Sp. | S | U | N | Tore      | Diff. | Punkte |
| --- | ---------- | --- | - | - | - | --------- | ----- | ------ |
| 1.  | Spanien    | 5   | 5 | 0 | 0 | 0159:1030 | +56   | 10     |
| 2.  | Montenegro | 5   | 4 | 0 | 1 | 0137:1230 | +14   | 8      |
| 3.  | Rumänien   | 5   | 3 | 0 | 2 | 0121:1290 | −8    | 6      |
| 4.  | Ungarn     | 5   | 2 | 0 | 3 | 0145:1170 | +28   | 4      |
| 5.  | Senegal    | 5   | 1 | 0 | 4 | 0119:1370 | −18   | 2      |
| 6.  | Kasachstan | 5   | 0 | 0 | 5 | 092:1640  | −72   | 0      |

| 30. November 2019 15:00 Uhr | Montenegro              | 29:25                      | Senegal                           | Yatsushiro General Gymnasium, Yatsushiro Zuschauer: 1.900 Schiedsrichter: Kuttler, Merz |
| 30. November 2019 15:00 Uhr | meiste Tore: Jauković 7 | (14:15)                    | meiste Tore: Sankharé, Keita je 5 | Yatsushiro General Gymnasium, Yatsushiro Zuschauer: 1.900 Schiedsrichter: Kuttler, Merz |
| 30. November 2019 15:00 Uhr | Strafen: 3× 5×          | Spielbericht (PDF; 252 kB) | Strafen: 1× 2×                    | Yatsushiro General Gymnasium, Yatsushiro Zuschauer: 1.900 Schiedsrichter: Kuttler, Merz |

| 30. November 2019 18:00 Uhr | Ungarn                            | 39:15                      | Kasachstan            | Yatsushiro General Gymnasium, Yatsushiro Zuschauer: 1.800 Schiedsrichter: Hizaki, Ikebuchi |
| 30. November 2019 18:00 Uhr | meiste Tore: Schatzl, Márton je 7 | (22:8)                     | meiste Tore: Abilda 5 | Yatsushiro General Gymnasium, Yatsushiro Zuschauer: 1.800 Schiedsrichter: Hizaki, Ikebuchi |
| 30. November 2019 18:00 Uhr | Strafen: 1×                       | Spielbericht (PDF; 253 kB) |                       | Yatsushiro General Gymnasium, Yatsushiro Zuschauer: 1.800 Schiedsrichter: Hizaki, Ikebuchi |

| 30. November 2019 18:00 Uhr | Rumänien             | 16:31                      | Spanien                                     | Kumamoto Prefectural Gymnasium, Kumamoto Zuschauer: 1.300 Schiedsrichter: C. Bonaventura, J. Bonaventura |
| 30. November 2019 18:00 Uhr | meiste Tore: Neagu 6 | (9:16)                     | meiste Tore: Fernández, Cabral Barbosa je 6 | Kumamoto Prefectural Gymnasium, Kumamoto Zuschauer: 1.300 Schiedsrichter: C. Bonaventura, J. Bonaventura |
| 30. November 2019 18:00 Uhr | Strafen: 2× 7×       | Spielbericht (PDF; 252 kB) | Strafen: 1× 5×                              | Kumamoto Prefectural Gymnasium, Kumamoto Zuschauer: 1.300 Schiedsrichter: C. Bonaventura, J. Bonaventura |

| 1. Dezember 2019 15:00 Uhr | Kasachstan                 | 21:30                      | Montenegro               | Yatsushiro General Gymnasium, Yatsushiro Zuschauer: 1.910 Schiedsrichter: H. El-Said, Y. El-Said |
| 1. Dezember 2019 15:00 Uhr | meiste Tore: Alexandrowa 5 | (11:13)                    | meiste Tore: Radičević 9 | Yatsushiro General Gymnasium, Yatsushiro Zuschauer: 1.910 Schiedsrichter: H. El-Said, Y. El-Said |
| 1. Dezember 2019 15:00 Uhr | Strafen: 3×                | Spielbericht (PDF; 245 kB) | Strafen: 1× 5×           | Yatsushiro General Gymnasium, Yatsushiro Zuschauer: 1.910 Schiedsrichter: H. El-Said, Y. El-Said |

| 1. Dezember 2019 18:00 Uhr | Spanien                       | 29:25                      | Ungarn                | Kumamoto Prefectural Gymnasium, Kumamoto Zuschauer: 1.600 Schiedsrichter: Christiansen, Hansen |
| 1. Dezember 2019 18:00 Uhr | meiste Tore: Cabral Barbosa 7 | (18:13)                    | meiste Tore: Tóvizi 5 | Kumamoto Prefectural Gymnasium, Kumamoto Zuschauer: 1.600 Schiedsrichter: Christiansen, Hansen |
| 1. Dezember 2019 18:00 Uhr | Strafen: 1× 4× 1×             | Spielbericht (PDF; 253 kB) | Strafen: 1× 5×        | Kumamoto Prefectural Gymnasium, Kumamoto Zuschauer: 1.600 Schiedsrichter: Christiansen, Hansen |

| 1. Dezember 2019 18:00 Uhr | Senegal                                  | 24:29                      | Rumänien              | Yatsushiro General Gymnasium, Yatsushiro Zuschauer: 1.850 Schiedsrichter: Koo, Lee |
| 1. Dezember 2019 18:00 Uhr | meiste Tore: Camara, Ndiaye, Dapina je 6 | (12:15)                    | meiste Tore: Neagu 13 | Yatsushiro General Gymnasium, Yatsushiro Zuschauer: 1.850 Schiedsrichter: Koo, Lee |
| 1. Dezember 2019 18:00 Uhr | Strafen: 2× 3×                           | Spielbericht (PDF; 243 kB) | Strafen: 4× 7×        | Yatsushiro General Gymnasium, Yatsushiro Zuschauer: 1.850 Schiedsrichter: Koo, Lee |

| 3. Dezember 2019 15:00 Uhr | Spanien                       | 29:20                      | Senegal               | Yatsushiro General Gymnasium, Yatsushiro Zuschauer: 1.950 Schiedsrichter: Lah, Sok |
| 3. Dezember 2019 15:00 Uhr | meiste Tore: Cabral Barbosa 8 | (14:13)                    | meiste Tore: Camara 6 | Yatsushiro General Gymnasium, Yatsushiro Zuschauer: 1.950 Schiedsrichter: Lah, Sok |
| 3. Dezember 2019 15:00 Uhr | Strafen: 3× 5×                | Spielbericht (PDF; 243 kB) | Strafen: 4×           | Yatsushiro General Gymnasium, Yatsushiro Zuschauer: 1.950 Schiedsrichter: Lah, Sok |

| 3. Dezember 2019 15:00 Uhr | Ungarn                 | 24:25                      | Montenegro               | Kumamoto Prefectural Gymnasium, Kumamoto Zuschauer: 1.600 Schiedsrichter: García, Marin |
| 3. Dezember 2019 15:00 Uhr | meiste Tore: Schatzl 7 | (12:13)                    | meiste Tore: Radičević 8 | Kumamoto Prefectural Gymnasium, Kumamoto Zuschauer: 1.600 Schiedsrichter: García, Marin |
| 3. Dezember 2019 15:00 Uhr | Strafen: 2×            | Spielbericht (PDF; 253 kB) | Strafen: 1× 7× 1×        | Kumamoto Prefectural Gymnasium, Kumamoto Zuschauer: 1.600 Schiedsrichter: García, Marin |

| 3. Dezember 2019 19:00 Uhr | Rumänien              | 22:20                      | Kasachstan              | Yatsushiro General Gymnasium, Yatsushiro Zuschauer: 1.810 Schiedsrichter: Cheng, Zhou |
| 3. Dezember 2019 19:00 Uhr | meiste Tore: Pintea 5 | (14:11)                    | meiste Tore: Khardina 6 | Yatsushiro General Gymnasium, Yatsushiro Zuschauer: 1.810 Schiedsrichter: Cheng, Zhou |
| 3. Dezember 2019 19:00 Uhr | Strafen: 1× 3×        | Spielbericht (PDF; 244 kB) | Strafen: 1×             | Yatsushiro General Gymnasium, Yatsushiro Zuschauer: 1.810 Schiedsrichter: Cheng, Zhou |

| 4. Dezember 2019 15:00 Uhr | Montenegro                            | 27:26                      | Rumänien              | Kumamoto Prefectural Gymnasium, Kumamoto Zuschauer: 1.700 Schiedsrichter: Christiansen, Hansen |
| 4. Dezember 2019 15:00 Uhr | meiste Tore: Raičević, Radičević je 6 | (11:12)                    | meiste Tore: Neagu 11 | Kumamoto Prefectural Gymnasium, Kumamoto Zuschauer: 1.700 Schiedsrichter: Christiansen, Hansen |
| 4. Dezember 2019 15:00 Uhr | Strafen: 3× 7× 1×                     | Spielbericht (PDF; 253 kB) | Strafen: 1× 7× 1×     | Kumamoto Prefectural Gymnasium, Kumamoto Zuschauer: 1.700 Schiedsrichter: Christiansen, Hansen |

| 4. Dezember 2019 15:00 Uhr | Kasachstan                           | 16:43                      | Spanien               | Yatsushiro General Gymnasium, Yatsushiro Zuschauer: 2.000 Schiedsrichter: Y. El-Said, H. El-Said |
| 4. Dezember 2019 15:00 Uhr | meiste Tore: Rejemetowa, Abilda je 3 | (11:19)                    | meiste Tore: López 10 | Yatsushiro General Gymnasium, Yatsushiro Zuschauer: 2.000 Schiedsrichter: Y. El-Said, H. El-Said |
| 4. Dezember 2019 15:00 Uhr | Strafen: 5×                          | Spielbericht (PDF; 244 kB) | Strafen: 4×           | Yatsushiro General Gymnasium, Yatsushiro Zuschauer: 2.000 Schiedsrichter: Y. El-Said, H. El-Said |

| 4. Dezember 2019 19:00 Uhr | Ungarn                | 30:20                      | Senegal                 | Yatsushiro General Gymnasium, Yatsushiro Zuschauer: 2.020 Schiedsrichter: Alpaidse, Berjoskina |
| 4. Dezember 2019 19:00 Uhr | meiste Tore: Kovács 6 | (17:9)                     | meiste Tore: Sankharé 6 | Yatsushiro General Gymnasium, Yatsushiro Zuschauer: 2.020 Schiedsrichter: Alpaidse, Berjoskina |
| 4. Dezember 2019 19:00 Uhr | Strafen: 1× 2×        | Spielbericht (PDF; 243 kB) | Strafen: 1× 4×          | Yatsushiro General Gymnasium, Yatsushiro Zuschauer: 2.020 Schiedsrichter: Alpaidse, Berjoskina |

| 6. Dezember 2019 15:00 Uhr | Senegal               | 30:20                      | Kasachstan            | Kumamoto Prefectural Gymnasium, Kumamoto Zuschauer: 1.700 Schiedsrichter: Hizaki, Ikebuchi |
| 6. Dezember 2019 15:00 Uhr | meiste Tore: Camara 8 | (15:7)                     | meiste Tore: Abilda 7 | Kumamoto Prefectural Gymnasium, Kumamoto Zuschauer: 1.700 Schiedsrichter: Hizaki, Ikebuchi |
| 6. Dezember 2019 15:00 Uhr | Strafen: 3×           | Spielbericht (PDF; 253 kB) | Strafen: 1× 6× 1×     | Kumamoto Prefectural Gymnasium, Kumamoto Zuschauer: 1.700 Schiedsrichter: Hizaki, Ikebuchi |

| 6. Dezember 2019 15:00 Uhr | Montenegro               | 26:27                      | Spanien                                | Yatsushiro General Gymnasium, Yatsushiro Zuschauer: 2.000 Schiedsrichter: C. Bonaventura, J. Bonaventura |
| 6. Dezember 2019 15:00 Uhr | meiste Tore: Radičević 7 | (14:14)                    | meiste Tore: Pena, Cabral Barbosa je 6 | Yatsushiro General Gymnasium, Yatsushiro Zuschauer: 2.000 Schiedsrichter: C. Bonaventura, J. Bonaventura |
| 6. Dezember 2019 15:00 Uhr | Strafen: 7×              | Spielbericht (PDF; 244 kB) | Strafen: 2× 4×                         | Yatsushiro General Gymnasium, Yatsushiro Zuschauer: 2.000 Schiedsrichter: C. Bonaventura, J. Bonaventura |

| 6. Dezember 2019 19:00 Uhr | Rumänien              | 28:27                      | Ungarn                             | Yatsushiro General Gymnasium, Yatsushiro Zuschauer: 2.500 Schiedsrichter: Kuttler, Merz |
| 6. Dezember 2019 19:00 Uhr | meiste Tore: Neagu 10 | (10:16)                    | meiste Tore: Kovacsics, Szabó je 6 | Yatsushiro General Gymnasium, Yatsushiro Zuschauer: 2.500 Schiedsrichter: Kuttler, Merz |
| 6. Dezember 2019 19:00 Uhr | Strafen: 2× 6×        | Spielbericht (PDF; 253 kB) | Strafen: 2× 5×                     | Yatsushiro General Gymnasium, Yatsushiro Zuschauer: 2.500 Schiedsrichter: Kuttler, Merz |

#### Gruppe D
Die Spiele der Gruppe D wurden im Park Dome Kumamoto in Kumamoto ausgetragen.
| Pl. | Land                         | Sp. | S | U | N | Tore      | Diff. | Punkte |
| --- | ---------------------------- | --- | - | - | - | --------- | ----- | ------ |
| 1.  | Russland                     | 5   | 5 | 0 | 0 | 0158:910  | +67   | 10     |
| 2.  | Schweden                     | 5   | 4 | 0 | 1 | 0144:1140 | +30   | 8      |
| 3.  | Japan                        | 5   | 3 | 0 | 2 | 0136:1210 | +15   | 6      |
| 4.  | Argentinien                  | 5   | 2 | 0 | 3 | 0124:1330 | −9    | 4      |
| 5.  | Demokratische Republik Kongo | 5   | 1 | 0 | 4 | 086:1370  | −51   | 2      |
| 6.  | Volksrepublik China          | 5   | 0 | 0 | 5 | 0100:1520 | −52   | 0      |

| 30. November 2019 15:00 Uhr | Japan                | 24:20                      | Argentinien            | Park Dome Kumamoto, Kumamoto Zuschauer: 9.100 Schiedsrichter: Năstase, Stancu |
| 30. November 2019 15:00 Uhr | meiste Tore: Ōyama 5 | (14:10)                    | meiste Tore: Karsten 7 | Park Dome Kumamoto, Kumamoto Zuschauer: 9.100 Schiedsrichter: Năstase, Stancu |
| 30. November 2019 15:00 Uhr | Strafen: 2× 9×       | Spielbericht (PDF; 252 kB) | Strafen: 2× 4×         | Park Dome Kumamoto, Kumamoto Zuschauer: 9.100 Schiedsrichter: Năstase, Stancu |

| 30. November 2019 18:00 Uhr | Russland                  | 26:11                      | China               | Park Dome Kumamoto, Kumamoto Zuschauer: 4.900 Schiedsrichter: D. Lončar, Z. Lončar |
| 30. November 2019 18:00 Uhr | meiste Tore: Manaharowa 5 | (13:6)                     | meiste Tore: Shuo 4 | Park Dome Kumamoto, Kumamoto Zuschauer: 4.900 Schiedsrichter: D. Lončar, Z. Lončar |
| 30. November 2019 18:00 Uhr | Strafen: 3×               | Spielbericht (PDF; 252 kB) | Strafen: 4×         | Park Dome Kumamoto, Kumamoto Zuschauer: 4.900 Schiedsrichter: D. Lončar, Z. Lončar |

| 30. November 2019 20:30 Uhr | Schweden                  | 26:16                      | DR Kongo               | Park Dome Kumamoto, Kumamoto Zuschauer: 2.230 Schiedsrichter: Antić, Jakovljević |
| 30. November 2019 20:30 Uhr | meiste Tore: Lagerquist 6 | (11:8)                     | meiste Tore: Mwasesa 6 | Park Dome Kumamoto, Kumamoto Zuschauer: 2.230 Schiedsrichter: Antić, Jakovljević |
| 30. November 2019 20:30 Uhr | Strafen: 3× 2×            | Spielbericht (PDF; 252 kB) | Strafen: 1× 3×         | Park Dome Kumamoto, Kumamoto Zuschauer: 2.230 Schiedsrichter: Antić, Jakovljević |

| 2. Dezember 2019 15:00 Uhr | Argentinien                            | 22:35                      | Russland                   | Park Dome Kumamoto, Kumamoto Zuschauer: 6.628 Schiedsrichter: Cheng, Zhou |
| 2. Dezember 2019 15:00 Uhr | meiste Tore: Pizzo, Cavo, Bolling je 4 | (12:17)                    | meiste Tore: Gorschenina 5 | Park Dome Kumamoto, Kumamoto Zuschauer: 6.628 Schiedsrichter: Cheng, Zhou |
| 2. Dezember 2019 15:00 Uhr | Strafen: 3× 1×                         | Spielbericht (PDF; 253 kB) | Strafen: 1× 7× 1×          | Park Dome Kumamoto, Kumamoto Zuschauer: 6.628 Schiedsrichter: Cheng, Zhou |

| 2. Dezember 2019 18:00 Uhr | DR Kongo                | 16:28                      | Japan                | Park Dome Kumamoto, Kumamoto Zuschauer: 4.476 Schiedsrichter: D. Lončar, Z. Lončar |
| 2. Dezember 2019 18:00 Uhr | meiste Tore: Ngo Leyi 4 | (9:17)                     | meiste Tore: Ōyama 6 | Park Dome Kumamoto, Kumamoto Zuschauer: 4.476 Schiedsrichter: D. Lončar, Z. Lončar |
| 2. Dezember 2019 18:00 Uhr | Strafen: 1× 2×          | Spielbericht (PDF; 251 kB) | Strafen: 4×          | Park Dome Kumamoto, Kumamoto Zuschauer: 4.476 Schiedsrichter: D. Lončar, Z. Lončar |

| 2. Dezember 2019 20:30 Uhr | China              | 19:32                      | Schweden                                 | Park Dome Kumamoto, Kumamoto Zuschauer: 2.100 Schiedsrichter: Stancu, Năstase |
| 2. Dezember 2019 20:30 Uhr | meiste Tore: Jin 5 | (7:16)                     | meiste Tore: Blohm, Hagman, Mässing je 4 | Park Dome Kumamoto, Kumamoto Zuschauer: 2.100 Schiedsrichter: Stancu, Năstase |
| 2. Dezember 2019 20:30 Uhr | Strafen: 1× 6×     | Spielbericht (PDF; 252 kB) | Strafen: 2× 6×                           | Park Dome Kumamoto, Kumamoto Zuschauer: 2.100 Schiedsrichter: Stancu, Năstase |

| 3. Dezember 2019 14:30 Uhr | Russland                  | 34:13                      | DR Kongo               | Park Dome Kumamoto, Kumamoto Zuschauer: 6.765 Schiedsrichter: Hizaki, Ikebuchi |
| 3. Dezember 2019 14:30 Uhr | meiste Tore: Manaharowa 6 | (19:7)                     | meiste Tore: Mwasesa 5 | Park Dome Kumamoto, Kumamoto Zuschauer: 6.765 Schiedsrichter: Hizaki, Ikebuchi |
| 3. Dezember 2019 14:30 Uhr | Strafen: 4×               | Spielbericht (PDF; 253 kB) | Strafen: 5× 1×         | Park Dome Kumamoto, Kumamoto Zuschauer: 6.765 Schiedsrichter: Hizaki, Ikebuchi |

| 3. Dezember 2019 17:00 Uhr | China               | 28:34                      | Argentinien             | Park Dome Kumamoto, Kumamoto Zuschauer: 1.985 Schiedsrichter: Antić, Jakovljević |
| 3. Dezember 2019 17:00 Uhr | meiste Tore: Jin 10 | (13:18)                    | meiste Tore: Karsten 12 | Park Dome Kumamoto, Kumamoto Zuschauer: 1.985 Schiedsrichter: Antić, Jakovljević |
| 3. Dezember 2019 17:00 Uhr | Strafen: 4×         | Spielbericht (PDF; 252 kB) | Strafen: 1× 3×          | Park Dome Kumamoto, Kumamoto Zuschauer: 1.985 Schiedsrichter: Antić, Jakovljević |

| 3. Dezember 2019 19:30 Uhr | Schweden             | 34:26                      | Japan                 | Park Dome Kumamoto, Kumamoto Zuschauer: 6.375 Schiedsrichter: Krichen, Makhlouf |
| 3. Dezember 2019 19:30 Uhr | meiste Tore: Blohm 7 | (20:13)                    | meiste Tore: Tanabe 5 | Park Dome Kumamoto, Kumamoto Zuschauer: 6.375 Schiedsrichter: Krichen, Makhlouf |
| 3. Dezember 2019 19:30 Uhr | Strafen: 1× 4×       | Spielbericht (PDF; 252 kB) | Strafen: 4×           | Park Dome Kumamoto, Kumamoto Zuschauer: 6.375 Schiedsrichter: Krichen, Makhlouf |

| 5. Dezember 2019 15:00 Uhr | DR Kongo                | 25:24                      | China              | Park Dome Kumamoto, Kumamoto Zuschauer: 6.729 Schiedsrichter: Kuttler, Merz |
| 5. Dezember 2019 15:00 Uhr | meiste Tore: Mwasesa 12 | (10:11)                    | meiste Tore: Jin 8 | Park Dome Kumamoto, Kumamoto Zuschauer: 6.729 Schiedsrichter: Kuttler, Merz |
| 5. Dezember 2019 15:00 Uhr | Strafen: 2× 6× 1×       | Spielbericht (PDF; 252 kB) | Strafen: 1× 5×     | Park Dome Kumamoto, Kumamoto Zuschauer: 6.729 Schiedsrichter: Kuttler, Merz |

| 5. Dezember 2019 18:00 Uhr | Japan                 | 23:33                      | Russland           | Park Dome Kumamoto, Kumamoto Zuschauer: 6.220 Schiedsrichter: Antić, Jakovljević |
| 5. Dezember 2019 18:00 Uhr | meiste Tore: Sasaki 7 | (16:16)                    | meiste Tore: Sen 8 | Park Dome Kumamoto, Kumamoto Zuschauer: 6.220 Schiedsrichter: Antić, Jakovljević |
| 5. Dezember 2019 18:00 Uhr | Strafen: 1× 2×        | Spielbericht (PDF; 252 kB) | Strafen: 1× 2×     | Park Dome Kumamoto, Kumamoto Zuschauer: 6.220 Schiedsrichter: Antić, Jakovljević |

| 5. Dezember 2019 20:30 Uhr | Schweden               | 30:23                      | Argentinien            | Park Dome Kumamoto, Kumamoto Zuschauer: 2.442 Schiedsrichter: D. Lončar, Z. Lončar |
| 5. Dezember 2019 20:30 Uhr | meiste Tore: Mässing 5 | (14:11)                    | meiste Tore: Mendoza 8 | Park Dome Kumamoto, Kumamoto Zuschauer: 2.442 Schiedsrichter: D. Lončar, Z. Lončar |
| 5. Dezember 2019 20:30 Uhr | Strafen: 1× 5×         | Spielbericht (PDF; 253 kB) | Strafen: 2× 3×         | Park Dome Kumamoto, Kumamoto Zuschauer: 2.442 Schiedsrichter: D. Lončar, Z. Lončar |

| 6. Dezember 2019 15:00 Uhr | Japan                  | 35:18                      | China                  | Park Dome Kumamoto, Kumamoto Zuschauer: 8.310 Schiedsrichter: Sosa, Lemes |
| 6. Dezember 2019 15:00 Uhr | meiste Tore: Akiyama 8 | (17:8)                     | meiste Tore: Menying 5 | Park Dome Kumamoto, Kumamoto Zuschauer: 8.310 Schiedsrichter: Sosa, Lemes |
| 6. Dezember 2019 15:00 Uhr | Strafen: 2×            | Spielbericht (PDF; 251 kB) | Strafen: 2× 5×         | Park Dome Kumamoto, Kumamoto Zuschauer: 8.310 Schiedsrichter: Sosa, Lemes |

| 6. Dezember 2019 18:00 Uhr | Argentinien            | 25:16                      | DR Kongo               | Park Dome Kumamoto, Kumamoto Zuschauer: 2.950 Schiedsrichter: Christiansen, Hansen |
| 6. Dezember 2019 18:00 Uhr | meiste Tore: Karsten 8 | (9:13)                     | meiste Tore: Mwasesa 5 | Park Dome Kumamoto, Kumamoto Zuschauer: 2.950 Schiedsrichter: Christiansen, Hansen |
| 6. Dezember 2019 18:00 Uhr | Strafen: 2× 3×         | Spielbericht (PDF; 252 kB) | Strafen: 5×            | Park Dome Kumamoto, Kumamoto Zuschauer: 2.950 Schiedsrichter: Christiansen, Hansen |

| 6. Dezember 2019 20:30 Uhr | Russland                | 30:22                      | Schweden               | Park Dome Kumamoto, Kumamoto Zuschauer: 3.826 Schiedsrichter: Koo, Lee |
| 6. Dezember 2019 20:30 Uhr | meiste Tore: Frolowa 11 | (16:12)                    | meiste Tore: Gulldén 8 | Park Dome Kumamoto, Kumamoto Zuschauer: 3.826 Schiedsrichter: Koo, Lee |
| 6. Dezember 2019 20:30 Uhr | Strafen: 3× 8×          | Spielbericht (PDF; 253 kB) | Strafen: 5×            | Park Dome Kumamoto, Kumamoto Zuschauer: 3.826 Schiedsrichter: Koo, Lee |

## Hauptrunde
Es wurden 2 Gruppen à 6 Mannschaften gebildet, wobei die drei bestplatzierten Mannschaften der Vorrundengruppen A und B der Gruppe 1, die drei bestplatzierten Mannschaften der Vorrundengruppen C und D der Gruppe 2 zugeordnet wurden. Die Ergebnisse der Mannschaften gegen die Mannschaften, die aus der eigenen Vorrunden-Gruppe mit in die Hauptrunde einzogen, wurden mitgenommen.
| Farbe | Bedeutung                                              |
| ----- | ------------------------------------------------------ |
|       | Mannschaft qualifizierte sich für das Halbfinale       |
|       | Mannschaft qualifizierte sich für das Spiel um Platz 5 |
|       | Mannschaft qualifizierte sich für das Spiel um Platz 7 |

### Gruppe 1
| Pl. | Land        | Sp. | S | U | N | Tore      | Diff. | Punkte |
| --- | ----------- | --- | - | - | - | --------- | ----- | ------ |
| 1.  | Norwegen    | 5   | 4 | 0 | 1 | 0146:1280 | +18   | 8      |
| 2.  | Niederlande | 5   | 3 | 0 | 2 | 0153:1360 | +17   | 6      |
| 3.  | Serbien     | 5   | 2 | 1 | 2 | 0139:1510 | −12   | 5      |
| 4.  | Deutschland | 5   | 2 | 1 | 2 | 0135:1360 | −1    | 5      |
| 5.  | Dänemark    | 5   | 1 | 2 | 2 | 0123:1240 | −1    | 4      |
| 6.  | Südkorea    | 5   | 0 | 2 | 3 | 0144:1650 | −21   | 2      |

| 8. Dezember 2019 15:00 Uhr | Serbien              | 36:33                      | Südkorea            | Aqua Dome Kumamoto, Kumamoto Zuschauer: 3.450 Schiedsrichter: García, Marín |
| 8. Dezember 2019 15:00 Uhr | meiste Tore: Lavko 7 | (21:16)                    | meiste Tore: Ryu 10 | Aqua Dome Kumamoto, Kumamoto Zuschauer: 3.450 Schiedsrichter: García, Marín |
| 8. Dezember 2019 15:00 Uhr | Strafen: 1× 7× 1×    | Spielbericht (PDF; 251 kB) | Strafen: 1× 4×      | Aqua Dome Kumamoto, Kumamoto Zuschauer: 3.450 Schiedsrichter: García, Marín |

| 8. Dezember 2019 18:00 Uhr | Niederlande           | 23:25                      | Deutschland         | Aqua Dome Kumamoto, Kumamoto Zuschauer: 4.020 Schiedsrichter: C. Bonaventura, J. Bonaventura |
| 8. Dezember 2019 18:00 Uhr | meiste Tore: Dulfer 4 | (12:11)                    | meiste Tore: Bölk 6 | Aqua Dome Kumamoto, Kumamoto Zuschauer: 4.020 Schiedsrichter: C. Bonaventura, J. Bonaventura |
| 8. Dezember 2019 18:00 Uhr | Strafen: 4×           | Spielbericht (PDF; 254 kB) | Strafen: 1×         | Aqua Dome Kumamoto, Kumamoto Zuschauer: 4.020 Schiedsrichter: C. Bonaventura, J. Bonaventura |

| 8. Dezember 2019 20:30 Uhr | Norwegen               | 22:19                      | Dänemark                          | Aqua Dome Kumamoto, Kumamoto Zuschauer: 1.890 Schiedsrichter: Alpaidse, Berjoskina |
| 8. Dezember 2019 20:30 Uhr | meiste Tore: Arntzen 5 | (12:9)                     | meiste Tore: Grigel, Højlund je 4 | Aqua Dome Kumamoto, Kumamoto Zuschauer: 1.890 Schiedsrichter: Alpaidse, Berjoskina |
| 8. Dezember 2019 20:30 Uhr | Strafen: 1× 4×         | Spielbericht (PDF; 253 kB) | Strafen: 2× 3×                    | Aqua Dome Kumamoto, Kumamoto Zuschauer: 1.890 Schiedsrichter: Alpaidse, Berjoskina |

| 9. Dezember 2019 15:00 Uhr | Deutschland                          | 28:29                      | Serbien               | Aqua Dome Kumamoto, Kumamoto Zuschauer: 5.090 Schiedsrichter: Năstase, Stancu |
| 9. Dezember 2019 15:00 Uhr | meiste Tore: Minevskaja, Berger je 6 | (17:19)                    | meiste Tore: Cvijić 7 | Aqua Dome Kumamoto, Kumamoto Zuschauer: 5.090 Schiedsrichter: Năstase, Stancu |
| 9. Dezember 2019 15:00 Uhr | Strafen: 1× 5×                       | Spielbericht (PDF; 253 kB) | Strafen: 2× 5× 1×     | Aqua Dome Kumamoto, Kumamoto Zuschauer: 5.090 Schiedsrichter: Năstase, Stancu |

| 9. Dezember 2019 18:00 Uhr | Dänemark              | 27:24                      | Niederlande                       | Aqua Dome Kumamoto, Kumamoto Zuschauer: 2.200 Schiedsrichter: García, Marín |
| 9. Dezember 2019 18:00 Uhr | meiste Tore: Hansen 5 | (14:9)                     | meiste Tore: Polman, Snelder je 5 | Aqua Dome Kumamoto, Kumamoto Zuschauer: 2.200 Schiedsrichter: García, Marín |
| 9. Dezember 2019 18:00 Uhr | Strafen: 3× 6×        | Spielbericht (PDF; 253 kB) | Strafen: 1× 4×                    | Aqua Dome Kumamoto, Kumamoto Zuschauer: 2.200 Schiedsrichter: García, Marín |

| 9. Dezember 2019 20:30 Uhr | Südkorea           | 25:36                      | Norwegen               | Aqua Dome Kumamoto, Kumamoto Zuschauer: 2.120 Schiedsrichter: C. Bonaventura, J. Bonaventura |
| 9. Dezember 2019 20:30 Uhr | meiste Tore: Ryu 7 | (10:20)                    | meiste Tore: Oftedal 7 | Aqua Dome Kumamoto, Kumamoto Zuschauer: 2.120 Schiedsrichter: C. Bonaventura, J. Bonaventura |
| 9. Dezember 2019 20:30 Uhr | Strafen: 1× 3×     | Spielbericht (PDF; 252 kB) | Strafen: 2×            | Aqua Dome Kumamoto, Kumamoto Zuschauer: 2.120 Schiedsrichter: C. Bonaventura, J. Bonaventura |

| 11. Dezember 2019 15:00 Uhr | Niederlande             | 40:33                      | Südkorea           | Aqua Dome Kumamoto, Kumamoto Zuschauer: 5.070 Schiedsrichter: Năstase, Stancu |
| 11. Dezember 2019 15:00 Uhr | meiste Tore: Abbingh 11 | (23:16)                    | meiste Tore: Ryu 9 | Aqua Dome Kumamoto, Kumamoto Zuschauer: 5.070 Schiedsrichter: Năstase, Stancu |
| 11. Dezember 2019 15:00 Uhr | Strafen: 1× 7× 1×       | Spielbericht (PDF; 253 kB) | Strafen: 1× 2×     | Aqua Dome Kumamoto, Kumamoto Zuschauer: 5.070 Schiedsrichter: Năstase, Stancu |

| 11. Dezember 2019 18:00 Uhr | Serbien                  | 26:26                      | Dänemark                 | Aqua Dome Kumamoto, Kumamoto Zuschauer: 3.080 Schiedsrichter: García, Marín |
| 11. Dezember 2019 18:00 Uhr | meiste Tore: Pop-Lazić 6 | (14:11)                    | meiste Tore: Jørgensen 6 | Aqua Dome Kumamoto, Kumamoto Zuschauer: 3.080 Schiedsrichter: García, Marín |
| 11. Dezember 2019 18:00 Uhr | Strafen: 1× 6×           | Spielbericht (PDF; 253 kB) | Strafen: 2×              | Aqua Dome Kumamoto, Kumamoto Zuschauer: 3.080 Schiedsrichter: García, Marín |

| 11. Dezember 2019 20:30 Uhr | Norwegen                | 32:29                      | Deutschland         | Aqua Dome Kumamoto, Kumamoto Zuschauer: 3.520 Schiedsrichter: Alpaidse, Berjoskina |
| 11. Dezember 2019 20:30 Uhr | meiste Tore: Brattset 6 | (17:16)                    | meiste Tore: Bölk 6 | Aqua Dome Kumamoto, Kumamoto Zuschauer: 3.520 Schiedsrichter: Alpaidse, Berjoskina |
| 11. Dezember 2019 20:30 Uhr | Strafen: 2×             | Spielbericht (PDF; 254 kB) | Strafen: 1× 2×      | Aqua Dome Kumamoto, Kumamoto Zuschauer: 3.520 Schiedsrichter: Alpaidse, Berjoskina |

### Gruppe 2
| Pl. | Land       | Sp. | S | U | N | Tore      | Diff. | Punkte |
| --- | ---------- | --- | - | - | - | --------- | ----- | ------ |
| 1.  | Russland   | 5   | 5 | 0 | 0 | 0161:1170 | +44   | 10     |
| 2.  | Spanien    | 5   | 3 | 1 | 1 | 0145:1370 | +8    | 7      |
| 3.  | Montenegro | 5   | 3 | 0 | 2 | 0137:1370 | ±0    | 6      |
| 4.  | Schweden   | 5   | 2 | 1 | 2 | 0141:1320 | +9    | 5      |
| 5.  | Japan      | 5   | 1 | 0 | 4 | 0143:1500 | −7    | 2      |
| 6.  | Rumänien   | 5   | 0 | 0 | 5 | 0102:1560 | −54   | 0      |

| 8. Dezember 2019 15:00 Uhr | Rumänien             | 18:27                      | Russland                                   | Park Dome Kumamoto, Kumamoto Zuschauer: 5.870 Schiedsrichter: García, Paolantoni |
| 8. Dezember 2019 15:00 Uhr | meiste Tore: Neagu 5 | (10:10)                    | meiste Tore: Wjachirewa, Bobrownikowa je 5 | Park Dome Kumamoto, Kumamoto Zuschauer: 5.870 Schiedsrichter: García, Paolantoni |
| 8. Dezember 2019 15:00 Uhr | Strafen: 1× 3× 1×    | Spielbericht (PDF; 252 kB) | Strafen: 2× 4×                             | Park Dome Kumamoto, Kumamoto Zuschauer: 5.870 Schiedsrichter: García, Paolantoni |

| 8. Dezember 2019 18:00 Uhr | Montenegro               | 30:26                      | Japan                 | Park Dome Kumamoto, Kumamoto Zuschauer: 7.356 Schiedsrichter: Belkhiri, Hamidi |
| 8. Dezember 2019 18:00 Uhr | meiste Tore: Radičević 8 | (14:11)                    | meiste Tore: Fujita 7 | Park Dome Kumamoto, Kumamoto Zuschauer: 7.356 Schiedsrichter: Belkhiri, Hamidi |
| 8. Dezember 2019 18:00 Uhr | Strafen: 1× 3×           | Spielbericht (PDF; 252 kB) | Strafen: 2× 3×        | Park Dome Kumamoto, Kumamoto Zuschauer: 7.356 Schiedsrichter: Belkhiri, Hamidi |

| 8. Dezember 2019 20:30 Uhr | Spanien                       | 28:28                      | Schweden                          | Park Dome Kumamoto, Kumamoto Zuschauer: 2.132 Schiedsrichter: Lah, Sok (bis Ende 1. Halbzeit), Kuttler, Merz (ab 2. Halbzeit) (a) |
| 8. Dezember 2019 20:30 Uhr | meiste Tore: Cabral Barbosa 6 | (14:8)                     | meiste Tore: Hagman, Mässing je 8 | Park Dome Kumamoto, Kumamoto Zuschauer: 2.132 Schiedsrichter: Lah, Sok (bis Ende 1. Halbzeit), Kuttler, Merz (ab 2. Halbzeit) (a) |
| 8. Dezember 2019 20:30 Uhr | Strafen: 2× 7× 1×             | Spielbericht (PDF; 252 kB) | Strafen: 2× 3×                    | Park Dome Kumamoto, Kumamoto Zuschauer: 2.132 Schiedsrichter: Lah, Sok (bis Ende 1. Halbzeit), Kuttler, Merz (ab 2. Halbzeit) (a) |

| 10. Dezember 2019 15:00 Uhr | Russland                   | 35:28                      | Montenegro               | Park Dome Kumamoto, Kumamoto Zuschauer: 6.338 Schiedsrichter: Krichen, Makhlouf |
| 10. Dezember 2019 15:00 Uhr | meiste Tore: Manaharowa 12 | (17:16)                    | meiste Tore: Radičević 8 | Park Dome Kumamoto, Kumamoto Zuschauer: 6.338 Schiedsrichter: Krichen, Makhlouf |
| 10. Dezember 2019 15:00 Uhr | Strafen: 1× 5×             | Spielbericht (PDF; 254 kB) | Strafen: 2× 7×           | Park Dome Kumamoto, Kumamoto Zuschauer: 6.338 Schiedsrichter: Krichen, Makhlouf |

| 10. Dezember 2019 18:00 Uhr | Japan                | 31:33                      | Spanien             | Park Dome Kumamoto, Kumamoto Zuschauer: 3.428 Schiedsrichter: Kuttler, Merz |
| 10. Dezember 2019 18:00 Uhr | meiste Tore: Ōyama 6 | (13:17)                    | meiste Tore: Pena 7 | Park Dome Kumamoto, Kumamoto Zuschauer: 3.428 Schiedsrichter: Kuttler, Merz |
| 10. Dezember 2019 18:00 Uhr | Strafen: 3× 4×       | Spielbericht (PDF; 251 kB) | Strafen: 2× 5×      | Park Dome Kumamoto, Kumamoto Zuschauer: 3.428 Schiedsrichter: Kuttler, Merz |

| 10. Dezember 2019 20:30 Uhr | Schweden                 | 34:22                      | Rumänien                                    | Park Dome Kumamoto, Kumamoto Zuschauer: 1.980 Schiedsrichter: Lemes, Sosa |
| 10. Dezember 2019 20:30 Uhr | meiste Tore: Mellegård 7 | (14:9)                     | meiste Tore: Udriștioiu, Neagu, Pintea je 4 | Park Dome Kumamoto, Kumamoto Zuschauer: 1.980 Schiedsrichter: Lemes, Sosa |
| 10. Dezember 2019 20:30 Uhr | Strafen: 1× 4×           | Spielbericht (PDF; 253 kB) | Strafen: 1× 3×                              | Park Dome Kumamoto, Kumamoto Zuschauer: 1.980 Schiedsrichter: Lemes, Sosa |

| 11. Dezember 2019 15:00 Uhr | Spanien                       | 26:36                      | Russland               | Park Dome Kumamoto, Kumamoto Zuschauer: 6.281 Schiedsrichter: C. Bonaventura, J. Bonaventura |
| 11. Dezember 2019 15:00 Uhr | meiste Tore: Cabral Barbosa 6 | (12:16)                    | meiste Tore: Frolowa 9 | Park Dome Kumamoto, Kumamoto Zuschauer: 6.281 Schiedsrichter: C. Bonaventura, J. Bonaventura |
| 11. Dezember 2019 15:00 Uhr | Strafen: 1×                   | Spielbericht (PDF; 252 kB) | Strafen: 2×            | Park Dome Kumamoto, Kumamoto Zuschauer: 6.281 Schiedsrichter: C. Bonaventura, J. Bonaventura |

| 11. Dezember 2019 18:00 Uhr | Rumänien                              | 20:37                      | Japan                 | Park Dome Kumamoto, Kumamoto Zuschauer: 3.962 Schiedsrichter: Belkhiri, Hamidi |
| 11. Dezember 2019 18:00 Uhr | meiste Tore: Udriștioiu, Perianu je 4 | (8:18)                     | meiste Tore: Sasaki 8 | Park Dome Kumamoto, Kumamoto Zuschauer: 3.962 Schiedsrichter: Belkhiri, Hamidi |
| 11. Dezember 2019 18:00 Uhr | Strafen: 1× 3×                        | Spielbericht (PDF; 251 kB) |                       | Park Dome Kumamoto, Kumamoto Zuschauer: 3.962 Schiedsrichter: Belkhiri, Hamidi |

| 11. Dezember 2019 20:30 Uhr | Montenegro                | 26:23                      | Schweden             | Park Dome Kumamoto, Kumamoto Zuschauer: 1.926 Schiedsrichter: García, Paolantoni |
| 11. Dezember 2019 20:30 Uhr | meiste Tore: Mehmedović 7 | (12:12)                    | meiste Tore: Blohm 7 | Park Dome Kumamoto, Kumamoto Zuschauer: 1.926 Schiedsrichter: García, Paolantoni |
| 11. Dezember 2019 20:30 Uhr | Strafen: 3× 2×            | Spielbericht (PDF; 253 kB) | Strafen: 4×          | Park Dome Kumamoto, Kumamoto Zuschauer: 1.926 Schiedsrichter: García, Paolantoni |

## President’s Cup
Die Teams, die sich nicht für die Hauptrunde qualifizieren, spielen im President’s Cup um ihre Platzierung. Dabei werden die Plätze 13 bis 24 ausgespielt. Die Gruppenvierten der Vorrunde spielen um die Plätze 13 bis 16, die Gruppenfünften um die Plätze 17 bis 20 und die Gruppensechsten um die Plätze 21 bis 24. Die Spiele werden im K.-o.-System ausgetragen. Im Falle eines Unentschiedens nach regulärer Spielzeit wird die Partie ohne Verlängerung direkt durch Siebenmeterwerfen entschieden.

### Übersicht
|  | Platzierungsrunde Platz 21–24 | Platzierungsrunde Platz 21–24 | Platzierungsrunde Platz 21–24 |    |      | Spiel um Platz 21 | Spiel um Platz 21 | Spiel um Platz 21 |
|  |                               |                               |                               |    |      |                   |                   |                   |
|  |                               |                               |                               |    |      |                   |                   |                   |
|  | 6A                            | Kuba                          | 45                            |    |      |                   |                   |                   |
|  | 6B                            | Australien                    | 25                            |    |      |                   |                   |                   |
|  |                               |                               |                               | 6A | Kuba | 33                |                   |                   |
|  |                               |                               |                               |    | 6C   | Kasachstan        | 31                |                   |
|  | 6C                            | Kasachstan                    | 29                            |    |      |                   |                   |                   |
|  | 6D                            | Volksrepublik China           | 23                            |    |      | Spiel um Platz 23 | Spiel um Platz 23 | Spiel um Platz 23 |
|  |                               |                               |                               |    |      | 6B                | Australien        | 15                |
|  | 6D                            | Volksrepublik China           | 33                            |    |      |                   |                   |                   |
|  |                               |                               |                               |    |      |                   |                   |                   |

|  | Platzierungsrunde Platz 17–20 | Platzierungsrunde Platz 17–20 | Platzierungsrunde Platz 17–20 |    |           | Spiel um Platz 17 | Spiel um Platz 17 | Spiel um Platz 17 |
|  |                               |                               |                               |    |           |                   |                   |                   |
|  |                               |                               |                               |    |           |                   |                   |                   |
|  | 5A                            | Slowenien                     | 19                            |    |           |                   |                   |                   |
|  | 5B                            | Brasilien                     | 32                            |    |           |                   |                   |                   |
|  |                               |                               |                               | 5B | Brasilien | 22                |                   |                   |
|  |                               |                               |                               |    | 5C        | Senegal           | 18                |                   |
|  | 5C                            | Senegal                       | 28                            |    |           |                   |                   |                   |
|  | 5D                            | DR Kongo                      | 23                            |    |           | Spiel um Platz 19 | Spiel um Platz 19 | Spiel um Platz 19 |
|  |                               |                               |                               |    |           | 5A                | Slowenien         | 29                |
|  | 5D                            | DR Kongo                      | 27                            |    |           |                   |                   |                   |
|  |                               |                               |                               |    |           |                   |                   |                   |

|  | Platzierungsrunde Platz 13–16 | Platzierungsrunde Platz 13–16 | Platzierungsrunde Platz 13–16 |    |        | Spiel um Platz 13 | Spiel um Platz 13 | Spiel um Platz 13 |
|  |                               |                               |                               |    |        |                   |                   |                   |
|  |                               |                               |                               |    |        |                   |                   |                   |
|  | 4C                            | Ungarn                        | 34                            |    |        |                   |                   |                   |
|  | 4D                            | Argentinien                   | 26                            |    |        |                   |                   |                   |
|  |                               |                               |                               | 4C | Ungarn | 21                |                   |                   |
|  |                               |                               |                               |    | 4B     | Frankreich        | 26                |                   |
|  | 4A                            | Angola                        | 18                            |    |        |                   |                   |                   |
|  | 4B                            | Frankreich                    | 27                            |    |        | Spiel um Platz 15 | Spiel um Platz 15 | Spiel um Platz 15 |
|  |                               |                               |                               |    |        | 4D                | Argentinien       | 27                |
|  | 4A                            | Angola                        | 30                            |    |        |                   |                   |                   |
|  |                               |                               |                               |    |        |                   |                   |                   |

### Platzierungsspiele
| 8. Dezember 2019 10:00 Uhr | Kuba                             | 45:25                      | Australien              | Kumamoto Prefectural Gymnasium, Kumamoto Zuschauer: 800 Schiedsrichter: Lemes, Sosa |
| 8. Dezember 2019 10:00 Uhr | meiste Tore: Robert, Tellez je 7 | (25:16)                    | meiste Tore: Potocki 10 | Kumamoto Prefectural Gymnasium, Kumamoto Zuschauer: 800 Schiedsrichter: Lemes, Sosa |
| 8. Dezember 2019 10:00 Uhr | Strafen: 1× 8× 2×                | Spielbericht (PDF; 253 kB) | Strafen: 4× 1×          | Kumamoto Prefectural Gymnasium, Kumamoto Zuschauer: 800 Schiedsrichter: Lemes, Sosa |

| 8. Dezember 2019 12:30 Uhr | Kasachstan                | 29:23                      | China              | Kumamoto Prefectural Gymnasium, Kumamoto Zuschauer: 1.000 Schiedsrichter: Antić, Jakovljević |
| 8. Dezember 2019 12:30 Uhr | meiste Tore: Rejemetowa 8 | (16:15)                    | meiste Tore: Jin 7 | Kumamoto Prefectural Gymnasium, Kumamoto Zuschauer: 1.000 Schiedsrichter: Antić, Jakovljević |
| 8. Dezember 2019 12:30 Uhr | Strafen: 1×               | Spielbericht (PDF; 252 kB) | Strafen: 1× 2×     | Kumamoto Prefectural Gymnasium, Kumamoto Zuschauer: 1.000 Schiedsrichter: Antić, Jakovljević |

| 8. Dezember 2019 12:30 Uhr | Ungarn                   | 34:26                      | Argentinien            | Park Dome Kumamoto, Kumamoto Zuschauer: 3.726 Schiedsrichter: Christiansen, Hansen |
| 8. Dezember 2019 12:30 Uhr | meiste Tore: Kovacsics 7 | (19:12)                    | meiste Tore: Karsten 9 | Park Dome Kumamoto, Kumamoto Zuschauer: 3.726 Schiedsrichter: Christiansen, Hansen |
| 8. Dezember 2019 12:30 Uhr | Strafen: 3×              | Spielbericht (PDF; 253 kB) |                        | Park Dome Kumamoto, Kumamoto Zuschauer: 3.726 Schiedsrichter: Christiansen, Hansen |

| 8. Dezember 2019 12:30 Uhr | Angola                | 17:28                      | Frankreich               | Aqua Dome Kumamoto, Kumamoto Zuschauer: 3.430 Schiedsrichter: D. Lončar, Z. Lončar |
| 8. Dezember 2019 12:30 Uhr | meiste Tore: Guialo 4 | (9:9)                      | meiste Tore: Nze Minko 5 | Aqua Dome Kumamoto, Kumamoto Zuschauer: 3.430 Schiedsrichter: D. Lončar, Z. Lončar |
| 8. Dezember 2019 12:30 Uhr | Strafen: 4× 1×        | Spielbericht (PDF; 253 kB) | Strafen: 3×              | Aqua Dome Kumamoto, Kumamoto Zuschauer: 3.430 Schiedsrichter: D. Lončar, Z. Lončar |

| 8. Dezember 2019 15:00 Uhr | Slowenien           | 19:32                      | Brasilien                              | Kumamoto Prefectural Gymnasium, Kumamoto Zuschauer: 1.100 Schiedsrichter: Lee, Koo |
| 8. Dezember 2019 15:00 Uhr | meiste Tore: Gros 5 | (9:18)                     | meiste Tore: T. Araujo, L. Araujo je 6 | Kumamoto Prefectural Gymnasium, Kumamoto Zuschauer: 1.100 Schiedsrichter: Lee, Koo |
| 8. Dezember 2019 15:00 Uhr | Strafen: 4×         | Spielbericht (PDF; 253 kB) | Strafen: 1×                            | Kumamoto Prefectural Gymnasium, Kumamoto Zuschauer: 1.100 Schiedsrichter: Lee, Koo |

| 8. Dezember 2019 18:00 Uhr | Senegal                            | 28:23                      | DR Kongo               | Kumamoto Prefectural Gymnasium, Kumamoto Zuschauer: 600 Schiedsrichter: Năstase, Stancu |
| 8. Dezember 2019 18:00 Uhr | meiste Tore: Sankharé, Ndiaye je 6 | (16:9)                     | meiste Tore: Mwasesa 7 | Kumamoto Prefectural Gymnasium, Kumamoto Zuschauer: 600 Schiedsrichter: Năstase, Stancu |
| 8. Dezember 2019 18:00 Uhr | Strafen: 3× 2×                     | Spielbericht (PDF; 252 kB) | Strafen: 1× 3×         | Kumamoto Prefectural Gymnasium, Kumamoto Zuschauer: 600 Schiedsrichter: Năstase, Stancu |

### Spiel um Platz 23
| 9. Dezember 2019 12:30 Uhr | Australien             | 15:33                      | China                | Park Dome Kumamoto, Kumamoto Zuschauer: 6.920 Schiedsrichter: Lemes, Sosa |
| 9. Dezember 2019 12:30 Uhr | meiste Tore: Potocki 9 | (7:17)                     | meiste Tore: Shuo 11 | Park Dome Kumamoto, Kumamoto Zuschauer: 6.920 Schiedsrichter: Lemes, Sosa |
| 9. Dezember 2019 12:30 Uhr | Strafen: 1× 3×         | Spielbericht (PDF; 253 kB) | Strafen: 2× 4×       | Park Dome Kumamoto, Kumamoto Zuschauer: 6.920 Schiedsrichter: Lemes, Sosa |

### Spiel um Platz 21
| 9. Dezember 2019 12:30 Uhr | Kuba                             | 33:31 n. S.                | Kasachstan              | Kumamoto Prefectural Gymnasium, Kumamoto Zuschauer: 1.700 Schiedsrichter: Cheng, Zhou |
| 9. Dezember 2019 12:30 Uhr | meiste Tore: Camejo, Toledo je 7 | (15:14), (29:29)           | meiste Tore: Khardina 9 | Kumamoto Prefectural Gymnasium, Kumamoto Zuschauer: 1.700 Schiedsrichter: Cheng, Zhou |
| 9. Dezember 2019 12:30 Uhr | Strafen: 3× 4× 1×                | Spielbericht (PDF; 264 kB) | Strafen: 1×             | Kumamoto Prefectural Gymnasium, Kumamoto Zuschauer: 1.700 Schiedsrichter: Cheng, Zhou |

### Spiel um Platz 19
| 9. Dezember 2019 15:00 Uhr | Slowenien              | 29:27                      | DR Kongo               | Kumamoto Prefectural Gymnasium, Kumamoto Zuschauer: 1.900 Schiedsrichter: Belkhiri, Hamidi |
| 9. Dezember 2019 15:00 Uhr | meiste Tore: Stanko 13 | (14:13)                    | meiste Tore: Mwasesa 9 | Kumamoto Prefectural Gymnasium, Kumamoto Zuschauer: 1.900 Schiedsrichter: Belkhiri, Hamidi |
| 9. Dezember 2019 15:00 Uhr | Strafen: 2× 3×         | Spielbericht (PDF; 253 kB) | Strafen: 2× 3×         | Kumamoto Prefectural Gymnasium, Kumamoto Zuschauer: 1.900 Schiedsrichter: Belkhiri, Hamidi |

### Spiel um Platz 17
| 9. Dezember 2019 18:00 Uhr | Brasilien                    | 22:18                      | Senegal                 | Kumamoto Prefectural Gymnasium, Kumamoto Zuschauer: 600 Schiedsrichter: H. Elsaied, Y. Elsaied |
| 9. Dezember 2019 18:00 Uhr | meiste Tore: do Nascimento 4 | (13:9)                     | meiste Tore: Sankharé 7 | Kumamoto Prefectural Gymnasium, Kumamoto Zuschauer: 600 Schiedsrichter: H. Elsaied, Y. Elsaied |
| 9. Dezember 2019 18:00 Uhr | Strafen: 1× 4×               | Spielbericht (PDF; 252 kB) | Strafen: 3×             | Kumamoto Prefectural Gymnasium, Kumamoto Zuschauer: 600 Schiedsrichter: H. Elsaied, Y. Elsaied |

### Spiel um Platz 15
| 9. Dezember 2019 15:00 Uhr | Argentinien            | 27:30                      | Angola                 | Park Dome Kumamoto, Kumamoto Zuschauer: 6.464 Schiedsrichter: Hizaki, Ikebuchi |
| 9. Dezember 2019 15:00 Uhr | meiste Tore: Karsten 6 | (17:13)                    | meiste Tore: Guialo 11 | Park Dome Kumamoto, Kumamoto Zuschauer: 6.464 Schiedsrichter: Hizaki, Ikebuchi |
| 9. Dezember 2019 15:00 Uhr | Strafen: 3×            | Spielbericht (PDF; 252 kB) | Strafen: 1× 9×         | Park Dome Kumamoto, Kumamoto Zuschauer: 6.464 Schiedsrichter: Hizaki, Ikebuchi |

### Spiel um Platz 13
| 9. Dezember 2019 18:00 Uhr | Ungarn                | 21:26                      | Frankreich               | Park Dome Kumamoto, Kumamoto Zuschauer: 2.920 Schiedsrichter: Alpaidse, Berjoskina |
| 9. Dezember 2019 18:00 Uhr | meiste Tore: Lukács 7 | (12:12)                    | meiste Tore: Lacrabère 6 | Park Dome Kumamoto, Kumamoto Zuschauer: 2.920 Schiedsrichter: Alpaidse, Berjoskina |
| 9. Dezember 2019 18:00 Uhr | Strafen: 1× 2×        | Spielbericht (PDF; 253 kB) | Strafen: 3×              | Park Dome Kumamoto, Kumamoto Zuschauer: 2.920 Schiedsrichter: Alpaidse, Berjoskina |

## Finalrunde und Spiele um Platz 5 bis 8
Ab der Finalrunde werden die Spiele im K.-o.-System ausgetragen. Im Falle eines Unentschiedens nach regulärer Spielzeit findet eine Verlängerung mit zweimal fünf Minuten statt. Wenn es nach der ersten Verlängerung weiterhin Unentschieden steht, findet eine zweite Verlängerung mit zweimal fünf Minuten statt. Endet die Partie auch nach der zweiten Verlängerung unentschieden, entscheidet das Siebenmeterwerfen.

### Übersicht
| Halbfinale       | Halbfinale  | Halbfinale |  |         | Finale           | Finale   | Finale   |
|                  |             |            |  |         |                  |          |          |
|                  | Norwegen    | 22         |  |         |                  |          |          |
|                  | Spanien     | 28         |  |         | Endspiel         | Endspiel | Endspiel |
|                  |             |            |  | Spanien | 29               |          |          |
|                  |             |            |  |         | Niederlande      | 30       |          |
|                  | Russland    | 32         |  |         |                  |          |          |
|                  | Niederlande | 33         |  |         |                  |          |          |
|                  |             |            |  |         | Spiel um Platz 3 |          |          |
|                  |             |            |  |         |                  | Norwegen | 28       |
|                  | Russland    | 33         |  |         |                  |          |          |
|                  |             |            |  |         |                  |          |          |
| Spiel um Platz 5 |             |            |  |         |                  |          |          |
|                  | Serbien     | 26         |  |         |                  |          |          |
|                  | Montenegro  | 28         |  |         |                  |          |          |
|                  |             |            |  |         |                  |          |          |
| Spiel um Platz 7 |             |            |  |         |                  |          |          |
|                  | Deutschland | 24         |  |         |                  |          |          |
|                  | Schweden    | 35         |  |         |                  |          |          |
|                  |             |            |  |         |                  |          |          |

### Spiel um Platz 7
| 13. Dezember 2019 14:30 Uhr | Deutschland           | 24:35                      | Schweden               | Park Dome Kumamoto, Kumamoto Zuschauer: 6.860 Schiedsrichter: García, Marín |
| 13. Dezember 2019 14:30 Uhr | meiste Tore: Stolle 6 | (13:18)                    | meiste Tore: Gulldén 7 | Park Dome Kumamoto, Kumamoto Zuschauer: 6.860 Schiedsrichter: García, Marín |
| 13. Dezember 2019 14:30 Uhr | Strafen: 1× 2×        | Spielbericht (PDF; 253 kB) | Strafen: 1×            | Park Dome Kumamoto, Kumamoto Zuschauer: 6.860 Schiedsrichter: García, Marín |

### Spiel um Platz 5
| 13. Dezember 2019 11:30 Uhr | Serbien                    | 26:28                      | Montenegro                            | Park Dome Kumamoto, Kumamoto Zuschauer: 5.690 Schiedsrichter: Belkhiri, Hamidi |
| 13. Dezember 2019 11:30 Uhr | meiste Tore: Stoiljković 6 | (12:13)                    | meiste Tore: Ramusović, Raičević je 4 | Park Dome Kumamoto, Kumamoto Zuschauer: 5.690 Schiedsrichter: Belkhiri, Hamidi |
| 13. Dezember 2019 11:30 Uhr | Strafen: 1×                | Spielbericht (PDF; 253 kB) | Strafen: 3× 4×                        | Park Dome Kumamoto, Kumamoto Zuschauer: 5.690 Schiedsrichter: Belkhiri, Hamidi |

### Halbfinale
| 13. Dezember 2019 17:30 Uhr | Russland                   | 32:33                      | Niederlande           | Park Dome Kumamoto, Kumamoto Zuschauer: 4.240 Schiedsrichter: C. Bonaventura, J. Bonaventura |
| 13. Dezember 2019 17:30 Uhr | meiste Tore: Wjachirewa 11 | (16:16)                    | meiste Tore: Polman 9 | Park Dome Kumamoto, Kumamoto Zuschauer: 4.240 Schiedsrichter: C. Bonaventura, J. Bonaventura |
| 13. Dezember 2019 17:30 Uhr | Strafen: 2× 3×             | Spielbericht (PDF; 254 kB) | Strafen: 3×           | Park Dome Kumamoto, Kumamoto Zuschauer: 4.240 Schiedsrichter: C. Bonaventura, J. Bonaventura |

| 13. Dezember 2019 20:30 Uhr | Norwegen            | 22:28                      | Spanien                       | Park Dome Kumamoto, Kumamoto Zuschauer: 4.261 Schiedsrichter: Alpaidse, Berjoskina |
| 13. Dezember 2019 20:30 Uhr | meiste Tore: Aune 5 | (13:13)                    | meiste Tore: Cabral Barbosa 7 | Park Dome Kumamoto, Kumamoto Zuschauer: 4.261 Schiedsrichter: Alpaidse, Berjoskina |
| 13. Dezember 2019 20:30 Uhr | Strafen: 3×         | Spielbericht (PDF; 253 kB) | Strafen: 2× 5×                | Park Dome Kumamoto, Kumamoto Zuschauer: 4.261 Schiedsrichter: Alpaidse, Berjoskina |

### Spiel um Platz 3
| 15. Dezember 2019 17:30 Uhr | Norwegen                           | 28:33                      | Russland                  | Park Dome Kumamoto, Kumamoto Zuschauer: 8.664 Schiedsrichter: García, Marín |
| 15. Dezember 2019 17:30 Uhr | meiste Tore: Arntzen, Oftedal je 7 | (15:18)                    | meiste Tore: Wjachirewa 9 | Park Dome Kumamoto, Kumamoto Zuschauer: 8.664 Schiedsrichter: García, Marín |
| 15. Dezember 2019 17:30 Uhr | Strafen: 1× 4×                     | Spielbericht (PDF; 253 kB) | Strafen: 4×               | Park Dome Kumamoto, Kumamoto Zuschauer: 8.664 Schiedsrichter: García, Marín |

### Finale
| 15. Dezember 2019 20:30 Uhr | Spanien                       | 29:30                      | Niederlande           | Park Dome Kumamoto, Kumamoto Zuschauer: 9.624 Schiedsrichter: C. Bonaventura, J. Bonaventura |
| 15. Dezember 2019 20:30 Uhr | meiste Tore: Cabral Barbosa 7 | (13:16)                    | meiste Tore: Polman 9 | Park Dome Kumamoto, Kumamoto Zuschauer: 9.624 Schiedsrichter: C. Bonaventura, J. Bonaventura |
| 15. Dezember 2019 20:30 Uhr | Strafen: 2× 1×                | Spielbericht (PDF; 253 kB) | Strafen: 2× 3×        | Park Dome Kumamoto, Kumamoto Zuschauer: 9.624 Schiedsrichter: C. Bonaventura, J. Bonaventura |

## Abschlussplatzierungen
- Der erste Platz berechtigte zur Teilnahme an den Olympischen Sommerspielen 2020 sowie, als Titelverteidiger, an der Weltmeisterschaft 2021.
- Die Plätze 2 bis 7 berechtigten zur Teilnahme an der Qualifikation zu den Olympischen Sommerspielen 2020.
- Die Platzierungen der Plätze 9 bis 12 ergaben sich nach folgenden Kriterien:
  - Die fünftplatzierten Mannschaften der beiden Hauptrundengruppen wurden auf die Plätze 9 und 10 gesetzt. Die sechstplatzierten Mannschaften wurden auf die Plätze 11 und 12 gesetzt.
- Über die bessere Platzierung der fünft- und sechstplatzierten Mannschaft (9. Platz, 11. Platz) entschied dann:
  - die Punktzahl,
  - bei Punktegleichheit die bessere Tordifferenz aus der Vorrunde,
  - wenn auch hier Gleichheit bestand, die höhere Anzahl erzielter Tore aus der Vorrunde und
  - wenn auch hier Gleichheit bestand, das Los.

| Rang   | Mannschaft                   |
| ------ | ---------------------------- |
| Gold   | Niederlande                  |
| Silber | Spanien                      |
| Bronze | Russland                     |
| 04     | Norwegen                     |
| 05     | Montenegro                   |
| 06     | Serbien                      |
| 07     | Schweden                     |
| 08     | Deutschland                  |
|        |                              |
| 09     | Dänemark                     |
| 10     | Japan                        |
| 11     | Südkorea                     |
| 12     | Rumänien                     |
|        |                              |
| 13     | Frankreich                   |
| 14     | Ungarn                       |
| 15     | Angola                       |
| 16     | Argentinien                  |
| 17     | Brasilien                    |
| 18     | Senegal                      |
| 19     | Slowenien                    |
| 20     | Demokratische Republik Kongo |
| 21     | Kuba                         |
| 22     | Kasachstan                   |
| 23     | Volksrepublik China          |
| 24     | Australien                   |

## Allstar-Team
| Position         | Name                       | Land        |
| ---------------- | -------------------------- | ----------- |
| Tor:             | Tess Wester                | Niederlande |
| Linksaußen:      | Camilla Herrem             | Norwegen    |
| Rückraum links:  | Alexandrina Cabral Barbosa | Spanien     |
| Rückraum Mitte:  | Estavana Polman            | Niederlande |
| Rückraum rechts: | Anna Wjachirewa            | Russland    |
| Rechtsaußen:     | Jovanka Radičević          | Montenegro  |
| Kreis:           | Linn Blohm                 | Schweden    |

## Statistiken

### Torschützinnenliste
| Pl.                                                                                                | Spieler                        | Team        | Tore | FT | 7-m-Tore | T/S  | Spiele |
| -------------------------------------------------------------------------------------------------- | ------------------------------ | ----------- | ---- | -- | -------- | ---- | ------ |
| 01.                                                                                                | Lois Abbingh                   | Niederlande | 71   | 42 | 29       | 7,10 | 10     |
| 02.                                                                                                | Ryu Eun-hee                    | Südkorea    | 69   | 64 | 05       | 8,63 | 08     |
| 03.                                                                                                | Tjaša Stanko                   | Slowenien   | 62   | 56 | 06       | 8,86 | 07     |
| 04.                                                                                                | Alexandrina Cabral Barbosa     | Spanien     | 60   | 41 | 19       | 6,00 | 10     |
| 05.                                                                                                | Estavana Polman                | Niederlande | 58   | 56 | 02       | 5,80 | 10     |
| 05.                                                                                                | Jovanka Radičević              | Montenegro  | 58   | 39 | 19       | 6,44 | 09     |
| 07.                                                                                                | Stine Bredal Oftedal           | Norwegen    | 51   | 33 | 18       | 5,10 | 10     |
| 08.                                                                                                | Cristina Neagu                 | Rumänien    | 49   | 24 | 25       | 6,13 | 08     |
| 09.                                                                                                | Jaroslawa Wladimirowna Frolowa | Russland    | 48   | 33 | 15       | 4,80 | 10     |
| 10.                                                                                                | Sally Potocki                  | Australien  | 47   | 37 | 10       | 6,71 | 07     |
| FT – Feldtore, 7 m – Siebenmeter, T/S – Tore pro Spiel; Quelle: ihf.info, Stand: 15. Dezember 2019 |                                |             |      |    |          |      |        |

### Fair-Play-Tabelle
| Platz | Team                   | Spiele | Disqualifikation | Disqualifikation |           |           | Punkte 1 | Punkte 1 |
| Platz | Team                   | Spiele |                  | 2                | pro Spiel | insgesamt |          |          |
| --- | ---------------------- | ------ | ---------------- | ---------------- | --------- | --------- | -------- | -------- |
| 1. | Kasachstan             | 7      |                  |                  | 16        | 3         | 5,0      | 35       |
| 2. | Argentinien            | 7      |                  |                  | 17        | 10        | 6,3      | 44       |
| 3. | Ungarn                 | 7      |                  |                  | 20        | 7         | 6,7      | 47       |
| 4. | Senegal                | 7      |                  |                  | 21        | 7         | 7,0      | 49       |
| 5. | Norwegen               | 10     |                  |                  | 29        | 13        | 7,1      | 71       |
| 6. | Brasilien              | 7      |                  |                  | 24        | 5         | 7,6      | 53       |
| 7. | Japan                  | 8      |                  |                  | 28        | 10        | 8,3      | 66       |
| 7. | Südkorea               | 8      |                  | 1                | 27        | 7         | 8,3      | 66       |
| 7. | Slowenien              | 7      |                  |                  | 24        | 10        | 8,3      | 58       |
| 10. | Deutschland            | 9      |                  |                  | 32        | 12        | 8,4      | 76       |
| 11. | Frankreich             | 7      |                  |                  | 24        | 12        | 8,6      | 60       |
| 12. | Schweden               | 9      |                  |                  | 34        | 11        | 8,8      | 79       |
| 13. | Niederlande            | 10     |                  |                  | 39        | 12        | 9,0      | 90       |
| 14. | Republik Kongo         | 7      |                  | 1                | 27        | 7         | 9,4      | 66       |
| 15. | China                  | 7      |                  |                  | 30        | 7         | 9,6      | 67       |
| 15. | Dänemark               | 8      |                  | 1                | 30        | 12        | 9,6      | 77       |
| 15. | Russische Handballföd. | 10     |                  |                  | 42        | 12        | 9,6      | 96       |
| 18. | Australien             | 7      |                  | 1                | 31        | 3         | 10,0     | 70       |
| 19. | Spanien                | 10     |                  | 2                | 41        | 15        | 10,7     | 107      |
| 20. | Serbien                | 9      |                  | 1                | 42        | 10        | 11,0     | 99       |
| 21. | Rumänien               | 8      |                  |                  | 39        | 13        | 11,4     | 91       |
| 22. | Kuba                   | 7      |                  | 2                | 32        | 7         | 11,6     | 81       |
| 23. | Angola                 | 7      |                  | 1                | 38        | 4         | 12,1     | 85       |
| 24. | Montenegro             | 9      |                  | 1                | 47        | 17        | 12,9     | 116      |
| 1 Die Ränge werden durch den Durchschnitt „Punkte/Spiel“ ermittelt. Die Punktesumme setzt sich wie folgt zusammen: Jede : 1 Punkt, jede : 2 Punkte, jede : 5 Punkte und jede : 10 Punkte. |                        |        |                  |                  |           |           |          |          |
| 2 In der Fair-Play-Statistik der IHF tauchen nur die direkten auf. Die 3. sind in inbegriffen.                                                                                            |                        |        |                  |                  |           |           |          |          |
| Stand: 15. Dezember 2019 (Quelle: IHF.info) |                        |        |                  |                  |           |           |          |          |

## Schiedsrichter
Für die Handball-Weltmeisterschaft 2019 wurden von der International Handball Federation folgende Schiedsrichterpaare nominiert:
| Land | Name                                            | Einsätze                                                        | Einsätze                                        | Einsätze                        | Einsätze                                      |
| Land | Name                                            | Vorrunde                                                        | Hauptrunde                                      | President’s Cup                 | Finalrunde                                    |
| --- | ----------------------------------------------- | --------------------------------------------------------------- | ----------------------------------------------- | ------------------------------- | --------------------------------------------- |
| Land | Name                                            | Gruppe/Spiel                                                    | Gruppe/Spiel                                    | Spiele um Platz 13 bis 23       | Halbfinale und Finale Spiele um Platz 3 bis 7 |
| Ägypten | Yasmina Elsaied/Heidy Elsaied                   | A / NOR – CUB C / KAZ – MNE B / FRA – AUS C / KAZ – ESP         |                                                 | P17 / BRA – SEN                 |                                               |
| Algerien | Yousef Belkhiri/Sid Ali Hamidi                  | A / ANG – NED B / KOR – BRA A / ANG – CUB                       | G 2 / MNE – JPN G 2 / ROU – JPN                 | P 19 / SLO – COD                | P 5 / SRB – MNE                               |
| Argentinien | María Inés Paolantoni/Mariana García            | A / SRB – ANG A / NED – CUB B / DEN – BRA A / NOR – ANG A / NOR | G 2 / ROU – RUS G 2 / MNE – SWE                 |                                 |                                               |
| China | Yufeng Cheng/Yunlei Zhou                        | B / DEN – AUS D / ARG – RUS C / ROU – KAZ B / BRA B / BRA – AUS |                                                 | P 21 / CUB – KAZ                |                                               |
| Dänemark | Karina Christiansen/Line Hesseldal Hansen       | C / ESP – HUN C / MNE – ROU D / ARG – COD                       |                                                 | PS / HUN – ARG                  |                                               |
| Deutschland | Maike Merz/Tanja Kuttler                        | C / MNE – SEN A / NOR – SRB D / COD – CHN C / ROU – HUN         | G 2 / JPN – ESP G 2 / ESP – SWE a)              |                                 |                                               |
| Frankreich | Charlotte Bonaventura/Julie Bonaventura         | C / ROU – ESP A / SLO – NOR A / SRB – NED C / MNE – ESP         | G 1 / NED – GER G 1 / KOR – NOR G 2 / ESP – RUS |                                 | HF / RUS – NED F / ESP – NED                  |
| Japan | Koyoshi Hizaki/Tomokazu Ikebuchi                | C / HUN – KAZ B / DEN – AUS D / RUS – COD C / SEN – KAZ         |                                                 | P 15 / ARG – ANG                |                                               |
| Kroatien | Davor Lončar/Zoran Lončar                       | D / RUS – CHN D / COD – JPN B / AUS – KOR D / SWE – ARG         |                                                 | PS / ANG – FRA                  |                                               |
| Rumänien | Cristina Năstase/Simona Stancu                  | D / JPN – ARG D / CHN – SWE A / CUB – SLO                       | G 1 / GER – SRB G 1 / NED – KOR KOR             | PS / SEN – COD                  |                                               |
| Russland | Wiktorija Alpaidse/Tatjana Berjoskina           | B / KOR – DEN C / HUN – SEN B / GER – KOR                       | G 1 / NOR – DEN G 1 / NOR – GER                 | P 13 / HUN – FRA                | HF / NOR – ESP                                |
| Serbien | Vanja Antić/Jelena Jakovljević                  | D / SWE – COD D / CHN – ARG D / JPN – RUS                       |                                                 | PS / KAZ – CHN                  |                                               |
| Slowenien | Bojan Lah / David Sok                           | B / BRA - FRA C / ESP – SEN B / FRA – DEN                       | G 2 / ESP – SWE a)                              |                                 |                                               |
| Spanien | Ignacio García Serradilla/Andreu Marín Llorente | B / GER – BRA C / HUN – MNE B / GER – FRA A / NED – NOR         | G 1 / SRB – KOR G 1 / DEN – NED G 1 / SRB – DEN |                                 | P 7 / GER – SWE P 3 / NOR – RUS               |
| Südkorea | Lee Se-ok / Koo Bon-ok                          | C / SEN – ROU A / SLO – ANG D / RUS – SWE                       |                                                 | PS / SLO – BRA                  |                                               |
| Tunesien | Samir Krichen/Samir Makhlouf                    | A / NED – SLO A / CUB – SRB D / SWE – JPN A / SRB – SLO         | G 2 / RUS – MNE                                 |                                 |                                               |
| Uruguay | Mathias Sosa/Cristian Lemes                     | B / FRA – KOR B / DEN – GER D / JPN – CHN                       | G 2 / SWE – ROU                                 | PS / CUB – AUS P 23 / AUS – CHN |                                               |
| a) Der slowenische Schiedsrichter Sok verletzte sich. Das Gespann fiel in der Halbzeit aus und musste durch das deutsche Gespann Merz/Kuttler ersetzt werden, welche die 2. Halbzeit leiteten. |                                                 |                                                                 |                                                 |                                 |                                               |

## Fernsehübertragungen
Sportdeutschland.TV und sein Ableger Handball-Deutschland.TV übertrugen alle Spiele dieser Weltmeisterschaft via Internetstream live und auf Abruf (On-Demand).